# Love Hina
Love Hina (ラブ ひな) là loạt manga do Akamatsu Ken sáng tác. Tác phẩm được đăng lần đầu tiên trên tạp chí truyện Weekly Shōnen Magazine của Nhà xuất bản Kodansha từ ngày 21 tháng 10 năm 1998 đến ngày 31 tháng 10 năm 2001 và sau đó được in thành 14 tập truyện cũng bởi Kodansha. Bộ truyện này nói về chàng trai Urashima Keitaro người có ước mơ tìm lại cô gái mà khi còn bé đã hứa sẽ cùng vào trường đại học Tokyo. Hai tiểu thuyết của Love Hina được viết bởi hai người viết cốt truyện cho anime cũng được xuất bản tại Nhật Bản bởi Kodansha.
Hai mươi bốn tập anime đã được sản xuất bởi Xebec và được phát sóng tại Nhật trong ngày 19 tháng 4 năm 2000 đến ngày 27 tháng 9 năm 2000, tập thứ 25 được thêm vào khi phát hành DVD (nó chưa từng được phát sóng). Và sau đó là các đĩa DVD thêm Christmas và Spring, cũng như ba OVA với tên Love Hina Again trước khi kết thúc.
Bộ truyện manga và anime này cực kì nổi tiếng trên toàn thế giới luôn đạt thứ hạng cao trong các đánh giá cũng như lợi nhuận thu được. Riêng tại Nhật đã có hơn 6 triệu bộ truyên và hơn 1 triệu bộ DVD đã được bán. Phiên bản tiếng Anh của truyện thì được tái bản rất nhiều lần. Cả anime và manga nhận được nhiều giải thưởng từ những nhà xuất bản ở Nhật Bản và Bắc Mĩ, cũng như từ những nhà phê bình khó tính.

## Nhân vật

### Nhà trọ Hinata
Urashima Keitarō (浦島 景太郎, うらしま けいたろう)
Lồng tiếng bởi: Ueda Yuji
Keitaro là nhân vật chính trong truyện và anime anh là Ronin (từ thường được dùng để chỉ những người thi trượt đại học trong thời hiện đại) năm thứ hai đang cố gắng để vào đại học Tokyo,19 tuổi. Khi còn nhỏ anh đã hứa với một cô bé (hiện giờ anh cũng chả nhớ là ai) sẽ cùng thi vào đại học Tokyo và hai người sẽ có cuộc sống hạnh phúc sau khi đậu vào trường. Anh ta tiếp tục học tại nhà và sau đó bị bà của mình mang ra làm người quản lý của Hinata Inn. Và vì đây là nơi ở dành riêng cho nữ nên anh thường bị lầm làm nhìn trộm vào nhà tắm và thường xuyên bị ăn đòn. Keitaro gần như "bất tử" cho dù anh chàng có bị Naru ném từ trên vách núi xuống biển anh ta vẫn có thể bò lên với chỉ bị trầy sơ sơ. Ngoại trừ lúc anh ta sử dụng toàn bộ may mắn của mình để đậu vào trường đại học Tokyo thì anh ta mới bị một "củ hành khổng lồ" đè làm trặc chân sau khi bị một cơn lốc ném tất cả những thứ mà nó có thể vào anh ta. Ngoài ra vì Keitaro luôn gặp xui xẻo (hay may mắn) mà anh ta luôn rơi nhà tắm khi mà tất cả mọi người đang ở trong đó và bị ăn dòn bay lên tận mây xanh (có lẽ chính vì thế mà anh ta trở nên "bất tử"). Sau khi bị ăn quá nhiều kiếm do Aoyama Motoko "tặng" cho anh ta vì cái tội "xuất hiện không đúng nơi đúng lúc và thấy điều không được phép thấy" anh ta đã có khả năng "tay không bắt kiếm" của Motoko khiến cho cô ta phải lên núi rèn luyện thêm những tuyệt kỹ mới và tất nhiên Keitaro sẽ là vật thí nghiệm vì anh chàng bất tử. Khi nghĩ mình lại tiếp tục thi trượt (tuy nhiên anh chàng đã đậu) anh ta đã nhảy lên tàu đi về phương Nam (lẽ ra theo kế hoạch của anh anh sẽ đến Bắc Cực đúng là hiếm có ai xui như Keitaro) và ở đó anh gặp Nyamo Namo và giúp cô tìm những dấu tích của nền văn minh Paralantis, mà chính việc đó sau này khiến anh ta quyết định trở thành nhà khỏa cổ và là người trợ giúp cho Seta. Càng về sau anh ta càng được sự quan tâm và tình cảm của nhiều người trong Hinata Inn vì cho dù có bị xui tận mạng Keitaro vẫn luôn giúp đỡ mọi người ở đó. Và cuối cùng anh ta đã cưới Narusegawa Naru vào cuối bộ truyện sau nhiều bất trắc để hoàn thành lời hứa mà anh ta đã lập lúc còn nhỏ.
Narusegawa Naru (成瀬川 なる, なるせがわ なる)
Lồng tiếng bởi: Horie Yui
Naru là một cô gái 17 tuổi sống tại Hinata Inn gần tốt nghiệp trung học khi Keitaro đến làm quản lý ở đó. Cô cũng có mong muốn thi vào trường đại học Tokyo, ngoài ra cô còn là người rất thông minh với điểm số cao nhất trong lớp ôn tập thi đại học. Naru cũng rất nổi tiếng vì cô rất đẹp tuy nhiên cô cố gắng giấu điều đó để có thể tập trung vào việc học. Tuy nhiên Naru bộc lộ tính như lửa và sức mạnh "đáng ngạc nhiên" của mình mỗi khi trừng phạt Keitaro lúc anh ta "xuất hiện không đúng nơi, đúng lúc" hoặc một số hiểu lầm hay hành động tai hại mà anh chàng này gây ra. Vì cô sống ở Hinata Inn nên cô thường xuyên trở thành nạn nhân của sự vụng về hiếm thấy của Keitaro và trừng phạt anh chàng một cách không thương tiếc (dù sao thì Keitaro cũng là người bất tử cho dù anh ta có bị bay lên vũ trụ). Tuy nhiên cô cũng có tình cảm với Keitaro sau khi hai người có một chuyến du lịch không biết mặt nhau (do mắt kiếng của cả hai điều bị vỡ). Cô đã quyết định dạy kèm cho Keitaro khi anh ta đề nghị. Và cũng như Keitaro, Naru có một ký ức về một lời hứa sẽ đỗ vào đại học Tokyo cùng với một cu cậu mà sau này cô biết chính xác đó là Keitaro. Naru vốn có tình cảm với Seta Noriyasu vốn là thầy của mình từ khi cô còn học trung học tuy nhiên Seta lại luôn coi cô như một người bạn và sau này anh ta cầu hôn với Urashima Haruka, việc này cũng đã dọn đường cho Naru đến với Keitaro.
Maehara Shinobu (前原 しのぶ, まえはら しのぶ)
Lồng tiếng bởi: Kurata Masayo
Shinobu là một cô bé 12 tuổi. Cô bé rất giỏi nấu ăn gia đình của Shinobu có một nhà hàng trước khi họ li dị. Shinobu khá ít nói và nhút nhát cô ta luôn giữ trong lòng những suy nghĩ của mình, với sự giúp đỡ của Keitaro và mọi người cô bé đã trở nên dạn dĩ hơn về mọi mặt. Shinobu là cô gái đầu tiên có tình cảm với Keitaro kể cả trong anime hay manga cô đều rất kính trọng anh ta và luôn muốn khóc khi nghĩ rằng Keitaro có rắc rối hay thích những người khác (giải thích là việc hằng ngày của anh ta với Shinobu). Shinobu không biết là cô nên ước cho Keitaro sẽ có hạnh phúc với Naru hay chính mình. Dù gì thì Shinobu vẫn ước cho Keitaro được hạnh phúc và cô luôn khuyên mình rằng chẳng quan trọng nếu như có ai đó thực sự mang lại hạnh phúc cho Keitaro (cho dù đó là Naru hay chính cô). Và khi Mutsumi xuất hiện thì mọi việc càng rắc rối hơn thế là cô tham gia vào trò chơi oảnh tù tỳ với Keitaro là phần thưởng (tội cho anh chàng) và cuối cùng cô quyết định nhường Keitaro cho Naru để anh có thể tìm thấy hạnh phúc của mình. Cô luôn cố gắng đạt điểm cao với hi vọng Keitaro sẽ đi chơi với cô tuy nhiên cô lại có một số điểm rất thấp dù vậy Keitaro vẫn đi chơi với cô để cổ vũ tinh thần của Shinobu. Sau cuộc hẹn Shinobu cũng đã hôn Keitaro và nói rằng cô rất thích anh ta cũng như sẽ cố gắng để có thể đạt được giấc mơ của mình. Shinobu là bạn thân của Su, cô luôn phải ngăn Su ăn Tama.
Aoyama Motoko (青山 素子, あおやま もとこ)
Lồng tiếng bởi: Asakawa Yuu
Motoko là một cô gái 15 tuổi rất chính chắn và giỏi Kendo, phòng của cô được sắp xếp như phòng của một Samurai thực sự (có cả một bộ áo giáp của lãnh chúa). Cô theo học trường diệt quỷ từ khi còn nhỏ và là người thừa kế của ngôi trường này sau khi chị của Motoko lấy chồng. Cô có thể tạo ra một sự hủy diệt thật sự cho mọi vật xung quanh chỉ với việc dùng thanh kiếm gỗ, tuy nhiên nó chỉ có tác dụng sơ sơ đối với Keitaro, anh chàng sau này còn có thể tay không bắt được cả thanh kiếm thật của Motoko (đây chính là lý do mà Motoko luôn mang anh chàng ra thí nghiệm các tuyệt kỹ mới). Sau khi kiếm của mình bị Keitaro bắt Motoko rối trí thật sự (vì sự tự hào của mình bị xâm phạm nghiêm trọng) và nói rằng anh có thể ra lệnh bất cứ điều gì với cô kể cả việc nói cô phải tự sát, Keitaro đã đề nghị Motoko một cuộc dạo chơi trong một ngày để Motoko có được cảm giác như một cô gái bình thường chứ không phải võ sĩ Samurai. Motoko luôn coi Keitaro như một người yếu đuối nhưng dần cô có sự kính trọng và tình cảm với anh ta (vì Keitaro luôn giúp đỡ cô khi gặp khó khăn và với việc các tuyệt kỹ của cô có thể luyện thành là nhờ anh ta, Keitaro cũng đã đưa cho Motoko thanh kiếm mà gia tộc mình cất để thế cho thanh kiếm gãy của Motoko). Cho dù Motoko có tình cảm với Keitaro cô vẫn luôn tấn công anh ta bằng kiếm vì sự hậu đậu của anh ta và tiện thể luyện tập các tuyệt kỹ của mình. Motoko có một điểm yếu là rất sợ rùa mỗi lần Tama lại gần là cô lại vung kiếm tứ tung (và Keitaro là người lãnh đủ) tuy nhiên Tama rất thông minh và sau Keitaro, Tama cũng có khả năng bắt kiếm. Sau này Motoko đã rất khó khăn khi quyết định nhường Keitaro cho Naru.
Kaolla Su (カオラ・スゥ)
Lồng tiếng bởi: Takagi Reiko
Su là một cô bé rất hiếu động là người ở một nước gần Ấn Độ cô đi sang Nhật Bản để học về những kỹ thuật cao. Cô có ước mơ sẽ mang những gì mình học được về và biến đất nước của thành một nước hiện đại hơn cả Nhật Bản. Su chế ra rất nhiều những máy móc kỳ lạ và cả vũ khí (tất cả đều được thử nghiệm thành công... trên Keitaro). Su luôn quanh quẩn bên Motoko vì chỉ có cô mới đủ mạnh và bình tĩnh để có thể chịu được sự hiếu động của Su (sau này Keitaro cũng bắt kịp). Su luôn có chú ý đặc biệt với Keitaro vì trông Keitaro giống y như anh của Su người mà cô có tình cảm. Su luôn thích ăn chuối và tất cả mọi thứ mà cô có thể bỏ vào miệng được, cô luôn tìm cách ăn Tama. Su có một điểm đặc biệt là khi Mặt Trăng biến thành đỏ như máu cô có thể biến thành một cô gái trưởng thành vô cùng xinh đẹp và mục tiêu của cô chính là Keitaro (anh chàng này phải ý chí thép để có thể chống lại chính mình). Su còn là bạn thân của Shinobu, và cô làm cho cả một khu rừng rậm mọc trong phòng ngủ của mình và trong khu rừng đó đầy những thứ công nghệ cao (kể cả một quả bom nguyên tử). Về cuối truyện thì Su chính là công chúa được đi du học và muốn kéo cả nhà trọ Hinata Inn về nước mình nhưng chủ yếu là cô muốn kéo Keitaro về phía mình. Nhưng cuối cùng cô vẫn nhường Keitaro cho Naru.
Konno Mitsune (紺野 みつね, こんの みつね)
Lồng tiếng bởi: Noda Junko
Mitsune là một cô gái 19 tuổi thường được được gọi là Kitsune (có nghĩa là cáo) là một người viết bài tự do (mặc dù cô gần như không viết gì cả). Kitsune là mẫu người chuyên đi săn những người độc thân, cô sống một cuộc sống dễ chịu và là người có nhiều mưu mẹo nhất Hinata Inn. Cô là một người thích uống rượu, phòng của cô trông giống như một kho chứa rượu với tất cả các loại. Kitsune luôn thích chọc Keitaro mặc dù rõ ràng cô thích anh anh ta. Kitsune là bạn cùng học với Naru cô luôn cố gắng hết sức (hay tệ hại) để Naru và Keitaro lấy nhau (khi mà mỗi lần gặp Keitaro cô đều quấn lấy anh ta). Kitsune cũng có tình cảm với Seta Noriyasu như Naru như một học sinh có tình cảm với thầy của mình. Cô luôn cá độ đua ngựa để có thêm thu nhập (mặc dù việc này chẳng hiệu quả bao nhiêu).
Urashima Haruka (浦島 はるか, うらしま はるか)
Lồng tiếng bởi: Hayashibara Megumi
Haruka là cô của Keitaro(Trên thực tế cô là chị họ, cô được bà ngoại nhận nuôi), 27 tuổi. Cô luôn luôn ngậm một điếu thuốc. Và cũng giống nhủ Naru cô có tính nóng như lửa và sức mạnh không tưởng tuy nhiên nó được giấu với vẻ ngoài điềm tỉnh dù vậy sẽ bộc lộ với Seta Noriyasu người sẽ là chồng của cô sau này. Haruka luôn làm cho Seta bay mỗi khi ông định nói bất kỳ thứ gì có liên quan đến hai người (cũng giống như Naru và Keitaro). Trong quá khứ Haruka và Seta đã có rất nhiều cuộc phiêu lưu đi tìm các di tích khảo cổ cùng nhau khi đó Haruka là trợ lý của Seta.
Otohime Mutsumi (乙姫 むつみ, おとひめ むつみ)
Lồng tiếng bởi: Yukino Satsuki
Mutsumi là người mà Urashima Keitaro và Narusegawa Naru gặp khi hai người đang đi du lịch khi vừa bị rớt bài kiểm tra. Mutsumi là một cô gái 20 tuổi có thể chất rất yếu đụng chút là "thiên thần đến rước" cô ngay, tuy nhiên cô cũng có khả năng tự hồi sinh lại sau khi "xuất hồn" (Keitaro và bạn bè luôn phải đẩy linh hồn của cô trở về đúng chỗ), và với việc cô cũng hậu đậu y chang Keitaro mà Naru nghĩ rằng hay người này là bản sao của nhau và hợp nhau đến từng ly. Cô cũng có ý định thi vào trường đại học Tokyo. Mutsumi là Ronin năm thứ tư (lúc này Keitaro đã là Ronin năm thứ ba) tuy nhiên lý do cô rớt là vì sự hậu đậu và thể chất yếu (cô quên ghi tên mình vào bài kiểm tra, lúc thì ngất xỉu ngay trước phòng thi và đưa đi cấp cứu) chứ cô cực kỳ thông minh (hơn cả Naru) vì đạt điểm tuyệt đối khi thi thử. Cô sống ở Okinawa sau đó chuyển lên Tokyo để dự thi. Và sau này cô chuyển đến Hinata Inn khi nơi ở của cô bị cháy. Mutsumi là người ngọt ngào, trưởng thành, yếu đuối, xanh xao, nhẹ nhàng... gần như tập hợp đầy đủ tất cả những gì mà một chàng trai muốn ở người phụ nữ chính vì thế mà Keitaro luôn là người chịu trận mỗi khi đi cùng Mutsumi và Naru vì mọi người xung quanh xem anh chàng như là một tay tán gái thứ thiệt cũng như ganh tỵ với anh ta. Mutsumi cũng có tình cảm với Keitaro nhưng đã cho anh ta đến với Naru vì thua khi oảnh tù tỳ xem ai sẽ trở thành vợ của Keitaro!? Cô có khả năng nói chuyện với Tama (một chú rùa biết bay). Cùng với Keitaro và Naru, Mutsumi cũng đã đậu vào trường đại học Tokyo.
Sarah McDougal (サラ・マクドゥガル)
Lồng tiếng bởi: Kobayashi Yumiko
Sarah là một cô bé 9 tuổi và là con gái nuôi của Seta. Cô là người khiến cho cuộc sống của Keitaro thêm phần "sôi động". Sarah đã trở thành bạn thân của Su, trong khi Su luôn sử dụng vũ khí công nghệ cao để tấn công Keitaro thì Sarah lại sử dụng những cổ vật có sức mạnh siêu nhiên. Sarah luôn muốn được sự chú ý của ba mình nên cô luôn chống lại tất cả những gì có thể làm tăng sự chú ý của Seta và Keitaro là người chịu trận, dù vậy sau khi Keitaro biết được bí mật nhỏ của Sarah cả hai đã đình chiến tuy nhiên Sarah vẫn tấn công Keitaro (dù ít hơn) nên Naru luôn nghĩ "Không biết họ ghét hay thích lẫn nhau".
Urashima Kanako (浦島 可奈子, うらしま かなこ)
Lồng tiếng bởi: Kuwatani Natsuko
Kanako là em họ của Keitaro. Cô khá im lặng tuy nhiên nếu bị kích động (thường những chuyện có dính đến Keitaro) cô có thể trở thành một "thú săn mồi" thật sự. được gia đình Urashima nhận nuôi khi còn nhỏ và có một tình yêu cưc kỳ mạnh mẽ với anh mình (là Keitaro) người mà luôn quên sự tồn tại của cô trên cõi đời. Dù vậy cô luôn làm mọi chuyện để có thể làm hài lòng Keitaro (cho dù việc đó đi ngược lại với ý muốn của anh chàng). Cô luôn coi Naru như đối thủ của mình trong việc giành được tình cảm của Keitaro. Cô có một vật nuôi là Kuro một chú mèo có thể bay và nói.
Maeda Ema (真枝 絵馬, まえだ えま)
Lồng tiếng bởi: Suzuki Masami (PS2)/ Fukuen Misato (Drama CD)
Ema là nhân vật chỉ có trong truyện xuất hiện vào chương cuối của truyện. Cô có tính cách và sự hậu đậu giống y như Keitaro, cô còn có một con tắc kè hoa bên mình (và đã trở thành bạn của tất cả những vật nuôi trong Hinata Inn khi vửa xuất hiện). Ema là người chụp được bó hoa cưới trong đám cưới của Keitaro và Naru.

### Khác
Seta Noriyasu (瀬田 記康, せた のりやす)
Lồng tiếng bởi: Matsumoto Yasunori
Seta là một nhà khỏa cổ học thường đi thám hiểm ở khu vực Ấn Độ. Seta hoàn toàn giống Keitaro ở nhiều điểm. Ông cũng đã từng là Ronin trong ba năm và cực kỳ hậu đậu cũng như khả năng gần như "bất tử" (Seta lái xe gây tai nạn liên tục và bước ra với chỉ vài vết trầy, sau này Keitaro cũng y như thế). Seta có một sở thích là sống trên xe di chuyển đó đây cũng như săn bắt để có lương thực. Seta cũng là người giúp cho Keitaro trở thành nhà khỏa cổ mặc dù công việc của Keitaro lúc đầu chỉ là bán thời gian để kiếm thêm tiền, sau này anh đi theo Seta thám hiểm khắp thế giới và trở thành gần như bản sao của Seta. Seta rất giỏi trong việc thám hiểm, cũng như võ thuật cao điều này khiến cho Aoyama Motoko luôn muốn đọ sức với ông mỗi khi gặp mặt và sau này Keitaro thay thế vai trò của Seta trong việc này. Về gần cuối truyện Seta đã cầu hôn với Urashima Haruka để hoàn thành lời hứa xưa kia nhưng trước khi Haruka chấp nhận cô đã cho Seta đã bị một trận tơi bời.
Haitani Masayuki (灰谷 真之, はいたに まさゆき)
Lồng tiếng bởi: Yoshino Hiroyuki
Masayuki cũng như Kimiaki chỉ có điều anh cao hơn và đậu vào đại học sớm hơn Kimiaki.
Shirai Kimiaki (白井 功明, しらい きみあき)
Lồng tiếng bởi: Miyashita Michio
Kimiaki là bạn lúc còn nhỏ của Keitaro. Anh luôn thích chọc Keitaro và luôn nói anh là người thất bại thảm hại với các cô gái cũng như trong học tập. Anh luôn muốn kết bạn với các cô gái tuy nhiên không ai muốn kết bạn với anh, dù vậy Kimiaki rất giỏi trong việc sử dụng vi tính. Tuy nhiên sau khi thấy Keitaro có rất nhiều cô gái xinh đẹp ở quanh Keitaro tại Hinata Inn anh luôn muốn đến đó tuy nhiên chẳng ai nhớ anh là ai (kể cả Keitaro). Kimiaki và Haitani Masayuki luôn luôn tìm cách kéo Naru và Keitaro lại với nhau với hy vọng rằng các cô gái khác sẽ chú ý đến mình (tuy nhiên kế hoạch này thất bại ngay từ đầu mà họ vẫn theo).
Nyamo Namo (ニャモ・ナーモ)
Lồng tiếng bởi: Mizuki Nana
Nyamo là một cô gái sống trên đảo Pararakelse nơi mà Keitaro đến sau khi anh chàng bỏ trốn xuống phía Nam (theo kế hoạch đáng lẽ phải lên phía Bắc) sau khi nghĩ mình lại thi trượt nữa. Cô bé trông giống y như Shinobu chỉ khác là có màu da sậm hơn và mái tóc dài hơn. Cô làm việc với Seta vì muốn tìm lại nền văn minh Paralantis công việc mà ông của cô còn dang dở. Với sự giúp đỡ của Keitaro và Naru tiếp theo sau là tất cả mọi người của Hinata Inn Nyamo đã hoàn thành công việc mà ông của cô theo đuổi. Nyamo cũng có tình cảm với Keitaro và đã trở thành bạn của Shinobu (vì hai người có tính cách giống hệt nhau).
Aoyama Tsuruko (青山 鶴子, あおやま つるこ)
Lồng tiếng bởi: Nagasawa Miki, Mizuna Yūki (12 tuổi)
Tsuruko là chị của Motoko, người mà Motoko luôn kính trọng (cũng như khiếp sợ). Cô là người có nhiều tuyệt kỹ và sử dụng thành thạo chúng vì thế Motoko luôn sợ phải đối mặt với cô. Tsuruko là người tôn trọng truyền thống của gia đình Shinmeiryuu, cô luôn có một con phượng hoàng ở bên mình. Sau khi cô lập gia đình cô có nhiệm vụ là huấn luyện cho Motoko trở nên đủ khả năng để có thể tiếp quản ngôi trường của gia tộc. Tsuruko đã nhờ Keitaro giúp cho Motoko trở nên đủ giỏi để đánh bại mình (nếu không cả Motoko và Keitaro sẽ phải lấy nhau). Cho dù lúc đó chân của Keitaro đang bị trặc anh vẫn cố gắng hết mình để giúp cho Motoko chiến thắng, anh cũng đã đưa cho Motoko thanh kiếm của gia tộc mình để có thể đánh bại Tsuruko. Chính vì việc đó mà tình cảm cảm của Motoko với Keitaro càng đậm hơn (Tsuruko đã thấy hai người này có thể kết hợp ăn ý ngay từ đầu). Về sau cô đã trao con phượng hoàng của mình cho Motoko như bằng chứng là cô đã đủ giỏi để có thể tiếp quản ngôi trường của gia tộc cũng như tiếp tục nhờ Keitaro giúp cho Motoko trở nên trưởng thành hơn.
Urashima Hinata (浦島 ひなた, うらしま ひなた)
Lồng tiếng bởi: Nozawa Masako
Hinata là bà của Keitaro là người quản lý cũ của Hinata Inn tuy nhiên bà đã quyết định mang Keitaro ra thế mình để có thời gian chu du khắp thế giới.
Otohime Natsumi (乙姫 なつみ, おとひめ なつみ)
Julia MacDougall (ジュリア・マクドゥガル)

### Sinh vật
Tama(タマ) / Onsen Tamago (温泉たまご, おんせんたまご)
Lồng tiếng bởi: Maeda Yukie
Đây là chú rùa có khả năng bay được Otohime Mutsumi tặng cho Keitaro. Mặc dù Tama là rùa đực nhưng nó lại có giọng của một cô gái. Su, Mutsumi, Seta và sau đó là Keitaro từ từ có khả năng nói chuyện với Tama tuy nhiên Tama luôn cẩn thận vì Su luôn muốn ăn cu cậu và hầu như Shinobu luôn là người cản (Su đã bỏ thói quen này khi đợi Tama tạo ra thế hệ tiếp theo rồi mới ăn (ít nhất 50 năm tới)). Và Tama có khả năng tay "tay không bắt kiếm" sau Keitaro khi mà Aoyama Motoko (vốn rất sợ rùa) luôn vung kiếm lung tung khi Tama ở gần.
Kuro(クロ)
Lồng tiếng bởi: Matsuoka Yuki
Kuro là một chú mèo đen cũng có khả năng bay và nói là vật nuôi của Urashima Kanako. Kuro trở thành bạn của Tama khi Kanako dọn đến Hinata Inn. Su luôn luôn thích nghiên cứu Kuro (dù gì thì cô bé vẫn là nhà khoa học chính hiệu) còn Sarah thì gọi Kuro là "mèo phù thủy" khi biết Kuro có khả năng bay và nói.
Hayate (疾風, はやて)
Reppū (烈風, れっぷう)
Leon (レオン)
Deca Tama (デカたま)
Kame Shūdan (カメ集団, かめしゅうだん)
Sabaku Nonushi (砂漠の主, さばくのぬし)

### Anime
Narusegawa Mei (成瀬川 メイ, なるせがわ メイ)
Lồng tiếng bởi: Shiratori Yuri
Mei (là nhân vật chỉ có trong anime) là em gái của Narusegawa Naru tuy nhiên lại chẳng có quan hệ máu mủ gì với nhau vì khi khi cha của cô lấy mẹ của Naru, cô đã được Naru chăm sóc như em gái và vì thế cô luôn xem Naru như chị của mình. Cô luôn muốn Naru quan tâm đến mình vì thế Mei luôn muốn tách Keitaro ra khỏi Naru và thử kéo Otohime Mutsumi lại anh ta nhưng kế hoạch này đã bị Naru phát giác, dù vậy Keitaro đã giải thích cho Mei biết rằng cho dù bất kỳ chuyện gì xảy ra thì Naru vẫn quan tâm đến cô.
Sakata Kentarō (坂田 健太朗, さかた けんたろう)
Lồng tiếng bởi: Okiayu Ryotaro
Đây là nhân vật chỉ có trong Anime. Anh muốn tán tỉnh Naru và trở thành đối thủ của Keitaro. Tuy nhiên anh mất gần như tất cả tiền khi làm việc này. Dù vậy anh ta quyết không bỏ cuộc và ngày càng nợ Hinata Inn vì mỗi khi anh ta xuất hiện là lại có cái gì đó bị phá hủy. Haruka đã cho anh ta làm việc để trở số nợ khổng lồ mà anh mắc phải. Tuy nhiên anh ta không có khả năng "bất tử" như Keitaro nên mỗi lần anh ta bị tấn công là y như rằng anh ta bị đo ván.
Amalla Su (アマラ・スゥ)
Lồng tiếng bởi: Hisakawa Aya
Amalla là chị của Kaolla Su. Cô có một mái tóc trắng dài, mắt xanh, luôn mặc trang phục của công chúa Ấn Độ và đi chân đất. Cô xuất thân trong gia đình hoàng tộc như Su và cả hai đều có phép thuật. Khi Su biến thành cô gái trưởng thành dưới ánh trăng đỏ cả hai đã đấu phép với nhau (Keitaro ở chính giữa lãnh đủ). Amalla cũng chú ý tới Keitaro vì trông anh giống y như Lamba Lu anh của cô và là người cô có tình cảm. Sau này dưới sự giúp đỡ của Keitaro và mọi người cô đã thổ lộ tình cảm của mình cũng như lập gia đình với Lamba.
Lamba Lu (ランバ・ルゥ)
Lồng tiếng bởi: Ueda Yuji
Lamba là anh em của Amalla và Kaolla. Trên thực tế anh là anh em họ của họ. Lamba sẽ trở thành vua và trị vì tất cả thần dân cũng như nắm toàn bộ quyền hành quân đội (nói chung ở nước anh ta ai cũng có vũ khí). Tuy nhiên trước khi làm được việc đó anh phải cưới vợ, anh có kế hoạch cưới Kaolla Su vì khi còn nhỏ anh đã hứa như thế, tuy nhiên Kaolla chỉ xem Lamba như anh mình (vì cô cũng đã chú ý đến Keitaro). Với sự giúp đỡ của mọi người trong Hinata Inn anh đã lấy Amalla trong khi Kaolla tiếp tục bám theo và thử nghiệm những phát minh mới trên Keitaro.
Maehara Kōji (前原 康治, まえはら こうじ)
Lồng tiếng bởi: Ehara Masashi
Taichi Akiko (太地 亜紀子, たいち あきこ)
Lồng tiếng bởi: Hayashibara Megumi
Matsumoto Sachiyo (松本 幸代, まつもと さちよ)
Lồng tiếng bởi: Maeda Yukie
Ichikawa Emi (市川 えみ, いちかわ えみ)
Lồng tiếng bởi: Mizuna Yūki
Onoue Kikuko (尾上 菊子, おのえ きくこ)
Lồng tiếng bởi: Akita Madoka
Moé (萌, もえ)
Lồng tiếng bởi: Koorogi Satomi
Moé là một con rối tự động mang hình dạng một cô gái được làm 100 năm trước và đã được mang đến bởi trường đại học Tokyo và cô đã được trưng bày tại triển lãm Paris năm 1900. Cô có tình cảm với ông cố của Keitaro và muốn trở thành vợ của ông. Đôi chân của cô đã bị hư nên Keitaro và mọi người của nhà trọ Hinata đã sửa chữa đôi chân của Moé và chụp một tấm hình với nhau như một gia đình thật sự.
Urashima Keisuke (浦島 景介, うらしま けいすけ)
Lồng tiếng bởi: Ueda Yūji
Urashima Yōko (浦島 陽子, うらしま ようこ)
Akamatsu sensei (赤松先生, あかまつ せんせい)
Lồng tiếng bởi: Akamatsu Ken

### Trò chơi điện tử
Fujisawa Mizuho (藤沢 みづほ, ふじさわ みづほ)
Lồng tiếng bởi: Imai Yuka

## Sản xuất

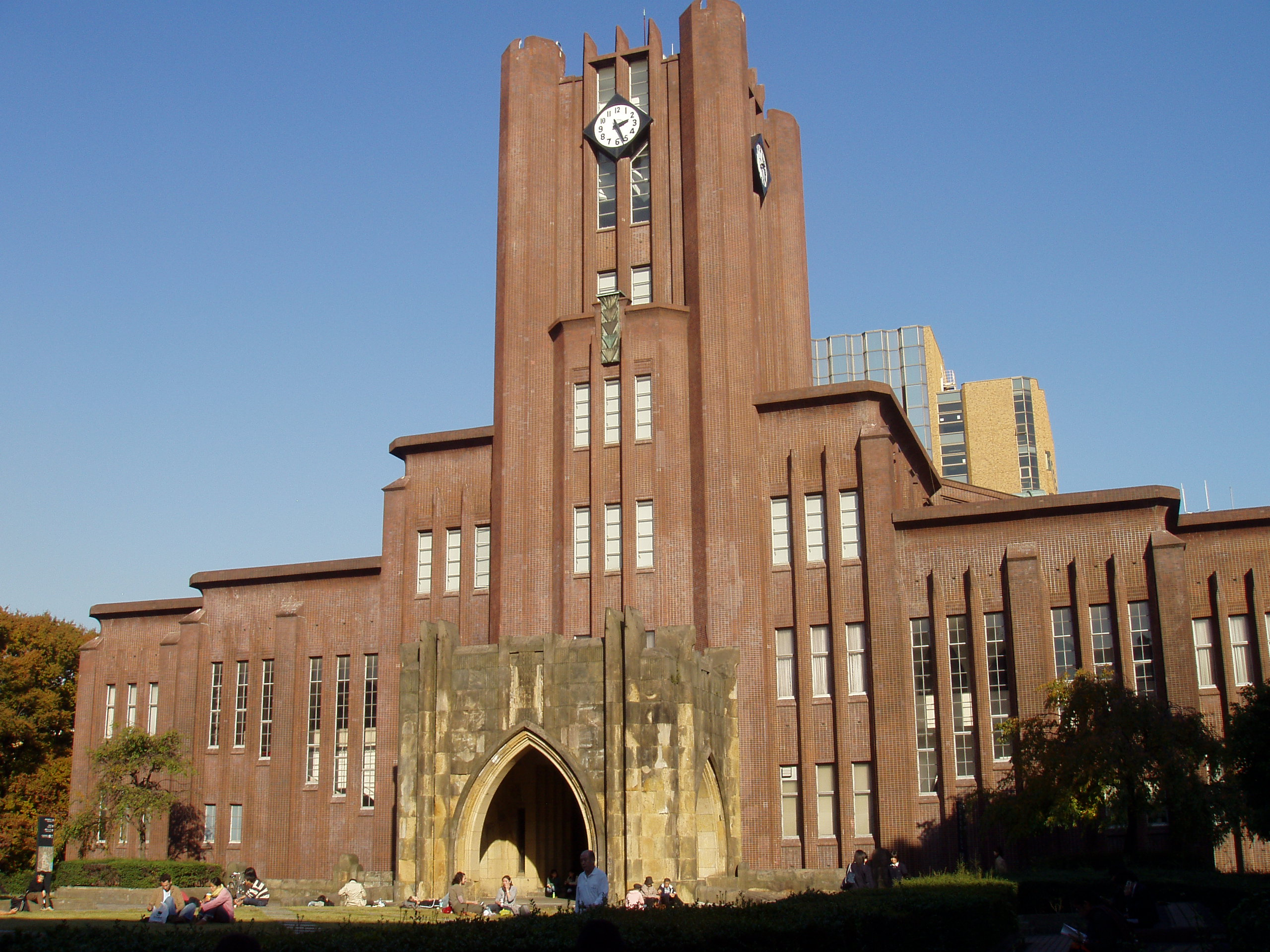
Đại học Tokyo

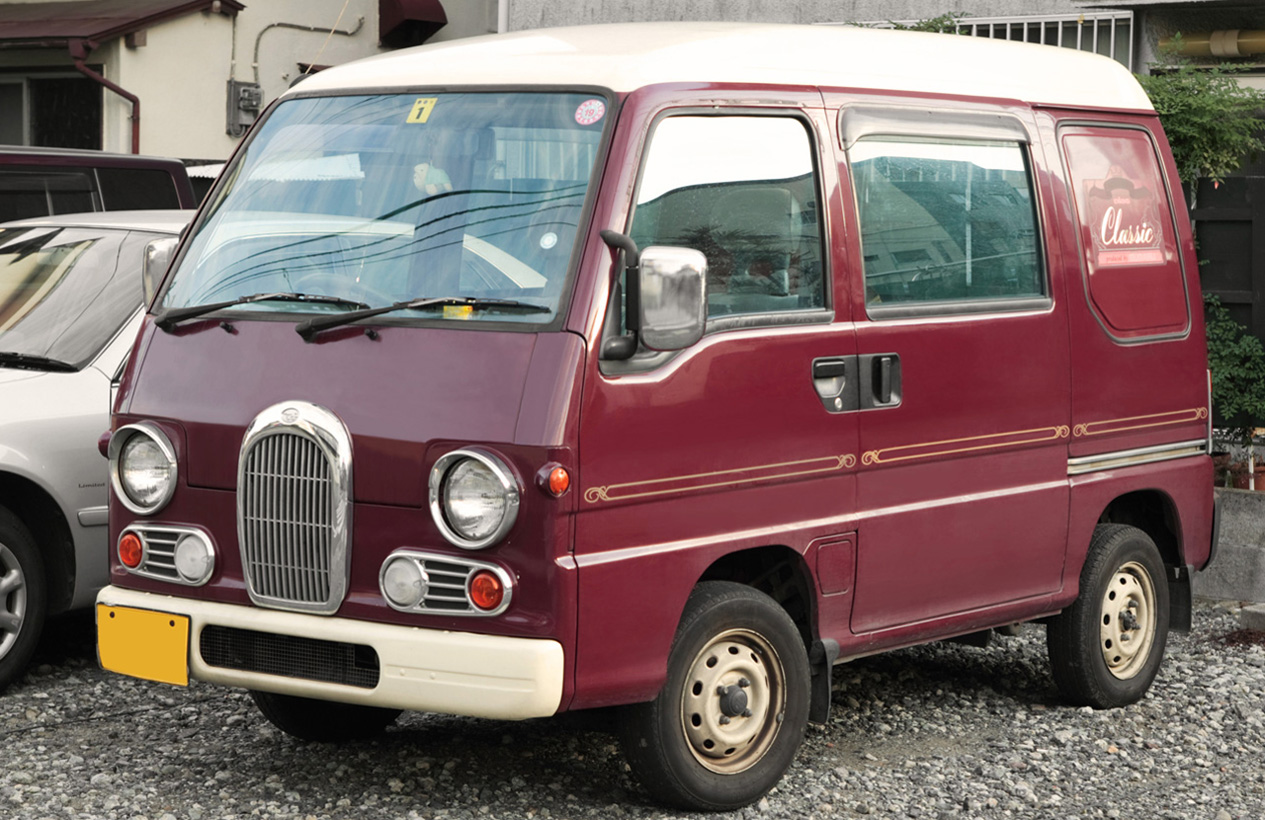
Mẫu xe mà Seta thường sử dụng

Phác thảo ban đầu của truyện được làm trong tháng 9 đến tháng 12 năm 1997, sau khi bộ manga A.I. Love You hoàn tất. Các kịch bản đầu tiên cùng thiết kế các nhân vật đã được soạn trong 12/1997 đến 01/1998. Kịch bản cuối cùng được soạn trước khi thực hiện dòng manga trong tháng 4 đến tháng 8 năm 1998.
Trong khoảng sáu tháng trước khi bắc đầu vẽ bộ truyện, các thiết kế nhân vật vẫn phải qua hàng loạt sửa đổi trước khi có thể được chọn. Một số nhân vật phải thiết kế lại hoàn toàn cũng như tên được đổi lại. Ví dụ như nhân vật Naru từng có tên là Midori, cô ta từng được dự tính là sẽ cho bị lọt xuống cái lỗ dưới sàn không được đóng, cụng đầu vào Keitaro và bị mất trí nhớ. Tên của Naru được thay đổi khi tác giả nghĩ ra cái tên Narusegawa Naru và thiết kế cuối cùng của cô giống như nhân vật Namba Saati trong A.I. Love You. Tính cách của nhân vật "Kitsune" Konno Mitsune với bản chất là người yêu tiền cũng như dài dặn, sắc bén và trưởng thành hơn những người khác từng có ý định sử dụng cho nhân vật Kaolla Su . Tính cách của nhân vật Maehara Shinobu được chọn ngay từ khi được thiết kế nhưng ngoại hình, tuổi cũng như thể chất của cô được thiết kế lại để phù hợp hơn với tính cách. Các thiết kế thiết đầu tiên của Shinobu giống như nhân vật Forty Namba trong A.I. Love You.
Trong suốt quá trình làm manga công nghệ kỹ thuật số đã được sử dụng. Sau khi các bản phác thảo được hoàn tất chúng sẽ được quét vào máy Apple Macintosh. Các trang được canh và làm vừa đầy với các khung hình cũng như có thể làm hình trở nên mượt hơn bằng công nghệ kỹ thuật số chứ không lấm chấm như vẽ trên giấy bình thường. Manga cũng sử dụng các "hình ảnh rỗng", ví dụ như hình ảnh của một căn phòng sẽ được vẽ trước sau đó các nhân vật sẽ được đặc lên khi nhân vật di chuyển chỉ phải vẽ lại nhân vật chứ không cần vẽ lại toàn bộ, công nghệ này giống như khi làm anime.
Các kỹ thuật trên đã làm cho nhân vật có một viền trắng nhỏ bao quanh khi chép hình nhân vật từ kỹ thuật số từ ngoài vào khung cảnh. Một phần của Hinata Inn và các địa danh khác trong manga được vẽ dựa địa danh thật và thiết kế lại từ các bức hình khi đang đi nghiên cứu tìm ý tưởng.

## Phát hành

### Manga

Bìa tập 14 của Love Hina với tất cả các nhân vật của bộ truyện

Có 123 chương của truyện đã được đăng trên tạp chí truyện Weekly Shōnen Magazine, bắt đầu vào ngày 21 tháng 10 năm 1998 và được phát hành hàng tuần (mỗi tuần một chương) cho đến ngày 31 tháng 10 năm 2001. Sau đó tất cả các chương này được tập lại trong 14 tập (tankōbon) được phát hành bởi Kodansha, và các chương đó rút lại còn 118 chương cùng với 2 chương kết thúc được thêm vào. Lần phát hành đầu tiên bộ truyện này đã bán được hơn 6 triệu bộ tại Nhật Bản. Sau này truyện này còn được xuất bản có màu được gọi là "phiên bản Iro Hina" (hay "phiên bản Hina màu") để tăng thêm doanh thu.
Bộ truyện này được đăng ký bản quyền phát hành phiên bản tiếng Anh ở Bắc Mỹ và Anh bởi Tokyopop và đã phát hành 14 tập vào ngày 07 tháng 5 năm 2002 đến ngày 16 tháng 9 năm 2003. Phiên bản tiếng Anh được Tokyopop phát hành lần đầu tiên theo kiểu "Authentic Manga" với kiểu đọc giống như Nhật Bản là từ phải sang trái. Vì như thế sẽ không phải thay đổi nhiều so với phiên bản gốc (ít ra thì chỉ phải sửa chữ lại). Bộ truyện này luôn ở trên bản năm bộ truyện manga bán chạy nhất của Tokyopop và được tái bản rất nhiều lần. Vào tháng 8 năm 2009, bản quyền phiên bản tiếng Anh của truyện mà Tokyopop nắm đã hết hạn được trả về cho Kodansha và sẽ không được thay mới.
Bộ truyện này cũng được đăng ký bản quyền phát hành phiên bản tiếng Anh ở Singapore bởi Chuang Yi và các thứ tiếng khác như Pháp và Québec bởi Pika Édition, Tây Ban Nha bởi Glénat, Singapore bởi Chuang Yi, Brasil bởi Editora JBC, México bởi Grupo Editorial Vid, Ba Lan bởi Waneko, Hy Lạp bởi Compupress, Germany tại Đức, cũng như tại Thụy Điển Và Na Uy bởi Egmont Manga & Anime.
Kodansha cũng phát hành truyện song ngữ (Tiếng Anh và tiếng Nhật) với cái tên Kodansha Bilingual Comics, với tiếng Anh được dịch bởi Giles Murray. Tám cuốn truyện song ngữ của Love Hina đã được phát hành tuy nhiên đã ngừng lại sau khi Tokyopop đăng ký bản quyền.

### Anime

Bìa bộ DVD thứ 7 của Love Hina tại Pháp, theo chiều kim đồng hồ (từ giữa) Naru, Mitsune, Shinobu, Su và Motoko

Love Hina đã được chuyển thể thành anime chiếu trên truyền hình gồm 24 tập bởi Xebec, với sự phân công của Production I.G. Loạt anime này được chiếu lần đầu tiên trên kênh TV Tokyo từ ngày 04 tháng 9 đến ngày 27 tháng 9 năm 2000. Tập thứ 25 không hề được phát sóng được thêm vào khi phát hành đĩa DVD. Toàn bộ loạt anime đã được đạo diễn bởi Iwasaki Yoshiaki, được vẽ bởi Aikawa Shō, và các nhân vật được chọn bởi Uno Makoto.
Tại Nhật Bản bộ anime này được phát hành thành 9 đĩa DVD vào ngày 03 tháng 8 đến 2000 đến ngày 02 tháng 4 năm 2001 và bán được trên 1 triệu bộ. Love Hina đã trở thành loạt anime kỹ thuật số đầu tiên được nhiều nhóm fansub cùng dịch. Sự nổi tiếng và phổ biến rộng rãi của loạt anime này có nghĩa là sẽ có nhiều tiềm năng doanh thu và vì thế có rất nhiều nhà phát hành đã đăng ký bản quyền cho loạt anime này tiêu biểu như ADV Films đã từng lo về việc đăng ký bản quyền. Sau này bộ anime đã được đăng ký bản quyền ở Bắc Mỹ bởi Bandai Entertainment, và được phát hành thành 6 DVD vào ngày 09 tháng 02 đến ngày 19 tháng 11 năm 2002. Vào tháng 7 năm 2007 Funimation Entertainment đã đề nghị được tiếp quản bản quyền sau khi bản quyền của Bandai Entertainment hết hạn. Sau đó nó được phát hành thành một hộp 4 đĩa bởi Funimation Entertainment vào ngày 24 tháng 2 năm 2009. Tại Anh bộ anime được đăng ký bản quyền bởi MVM Films và đã được phát hành thành 6 DVD vào ngày 06 tháng 9 năm 2004 đến ngày 07 tháng 3 năm 2005, và đóng thành một hộp vào ngày 14 tháng 5 năm 2007. Ở Úc và New Zealand nó được đang ký bảng quyền bởi Madman Entertainment và được phát hành thành 6 đĩa DVD vào ngày 18 tháng 9 năm 2002 đến ngày 11 tháng 2 năm 2003, và đóng thành một hộp được phát hành sau đó vào ngày 03 tháng 12 năm 2003. Sau khi loạt anime được phát sóng hoàn tất thì bản đặc biệt Christmas "Love Hina Xmas Eve: Silent Night" (ラブひな　クリスマス・スペシャル～サイレント・イブ～, Rabu Hina Kurisumasu Supesharu Sairento Ibu) được sản xuất và ra mắt vào ngày 25 tháng 12 năm 2000 trên kênh TV Tokyo. Đĩa DVD được phát hành vào ngày 04 tháng 7 năm 2001. Tại Bắc Mỹ nó được phát hành vào ngày 03 tháng 12 năm 2003 và tại Anh vào ngày 07 tháng 11 năm 2005. Bản đặc biệt Spring "Love Hina Spring Special: I Wish Your Dream" (ラブひな　春スペシャル～キミ　サクラチルナカレ！！～, Rabu Hina Haru Supesharu Kimi Sakurachirunakare!!?) cũng được trình chiếu trên kênh TV Tokyo vào ngày 01 tháng 4 năm 2001. Tại Bắc Mỹ nó được phát hành vào ngày 18 tháng 3 năm 2003 và tại Anh vào ngày 16 tháng 5 năm 2005. Và cuối cùng bộ OVA với tên "Love Hina Again" (ラブひな Again, Rabu Hina Agēn) được phát hành đĩa DVD theo 3 đợt vào ngày 26 tháng 1 năm 2002 đến ngày 27 tháng 3 năm 2002 là bản cuối cùng của loạt anime Love Hina. Đĩa đơn chứa bài hát mở đầu "Kirari Takaramono" (キラリ☆宝物, "Glittering Treasure") và kết thúc "Be for Me, Be for You" của nó được phát hành vào ngày 28 tháng 2 năm 2002. Tại Bắc Mỹ và Anh cả ba tập Love Hina Again được phát hành trong cùng một đĩa vào ngày 02 tháng 9 năm 2003 và ngày 07 tháng 1 năm 2008.
Sau khi tất cả các anime trong Love Hina trên truyền hình đã được phát sóng hết thì Love Hina Final Selection được phát hành bản này tập hợp tất cả các câu truyện trong Love Hina và tường thuật một buổi gặp mặt của tất cả những người thực hiện anime.
Bản Love Hina Final Selection là bản tóm tắt dành cho những ai chưa biết đến Love Hina. Tập này sau đó được dùng để giới thiệu trong lễ hội truyện tranh và phim hoạt hình có tên "Love Hina Anime Comics" với việc giới thiệu sơ lược về cốt truyện của toàn anime theo phong cách từng hình giống như manga. Các tập theo phong cách manga này tổng hợp toàn bộ dòng anime từ dòng phát sóng trên truyền hình cho đến các tập đặc biệt, mỗi tập có ba hình. Và các tập tóm tắt đó cũng chứa các thông tin về việc làm anime..

#### Các tập Anime
| #  | Tựa                                                                                                   | Ngày chiếu đầu tiên |  |
| -- | --- | ------------------- |  |
|    | |                     |  |
| 01 | "Rotenburo tsuki no Joshiryō: Onsen na" (露天風呂つきの女子寮 温泉な)                                 | 19/04/2000          |  |
| 02 | "Hinata sō no Shinjūnin Shinobu Yajirushi na" (ひなた荘の新住人しのぶ 矢印な)                         | 26/04/2000          |  |
| 03 | "Koi suru!? Kendō musume Kengeki na" (恋する!?ケンドー娘 剣劇な)                                      | 03/05/2000          |  |
| 04 | "Tōdai no yakusoku wa jūgonen mae Nikki na" (東大の約束は15年前 日記な)                               | 10/05/2000          |  |
| 05 | "Kyūsekkin! Kyōto futari tabi Dokidoki harahara na" (急接近!京都二人旅 ドキドキハラハラな)            | 17/05/2000          |  |
| 06 | "Keitarō, hatsu kisu? No aite Tabiji na" (景太郎、初キス?の相手 旅路な)                               | 24/05/2000          |  |
| 07 | "Hatsu dēto, Keitarō no shitagokoro Imadokina" (初デート、景太郎のしたごころ いまどきな)              | 31/05/2000          |  |
| 08 | "Kendō musume no Ryūgū Densetsu: Yumeka na" (ケンドー娘の竜宮伝説 夢かな)                             | 07/06/2000          |  |
| 09 | "Hinata sō Misshitsu kengin gōdatsu jiken Misuteri na" (ひなた荘密室現金強奪事件 ミステリな)          | 14/06/2000          |  |
| 10 | "Tsukiyori ni Samayou Bijo no Shōtai wa? Henshin na" (月夜にさまよう美女の正体は? 変身な)             | 21/06/2000          |  |
| 11 | "Mokushiki se Tōdaisei Aidoru wa Yobikōsei Utau na" (目指せ東大生アイドルは予備校生 歌うな)           | 28/06/2000          |  |
| 12 | "Oironaoshi? Kengō Motoko no Hare gisugata Onna no ko na" (お色直し?剣豪モトコの晴れ着姿 女の子な)    | 05/07/2000          |  |
| 13 | "Hatsu kisu no aji wa remon? Mashumaro? Otona" (初キスの味はレモン?マシュマロ? おとな)                | 12/07/2000          |  |
| 14 | "Saikai? Naru akogare no hito wa ima Tōdai Kōshi Rabu he na" (再会?なる憧れの人は今東大講師 ラブへな) | 19/07/2000          |  |
| 15 | "Suki! Kutsu no naka no Rabu Rabu Horaana" (好き!洞くつの中のラブラブ宣言 ほらあな)                   | 26/07/2000          |  |
| 16 | "Umi no Ka, Hamachaie Hinata no Saru Shibai Chū ka na" (海の家・浜茶家ひなたのサル芝居 チュウかな)    | 02/08/2000          |  |
| 17 | "Umi... Naru ni Doki!! Yōkai ni Kura Ayashii na" (海…なるにドキッ!妖怪にクラッ 妖しいな)              | 09/08/2000          |  |
| 18 | "Sorezore no yukata no kimi to Natsumatsuri Hona" (それぞれの浴衣のきみと夏祭り ほな)                 | 16/08/2000          |  |
| 19 | "Tama no koshi? Umi no mukou no Kōtaishi Atataka na" (玉の輿?海のむこうの皇太子 暖かな)               | 23/08/2000          |  |
| 20 | "Nemuri no shōjo to Sepia iro no yakusoku Karakuri na" (眠りの少女とセピア色の約束 カラクリな)        | 30/08/2000          |  |
| 21 | "Shitto Bakuhatsu!? Bōto ueno oatsui futari Wanawana" (嫉妬爆発!?ボート上のお熱い二人 わなわな)       | 06/09/2000          |  |
| 22 | "Imōto Mei no takurami, Misshitsu Daisakusen Sonna" (妹メイのたくらみ、密室大作戦 そんな)             | 13/09/2000          |  |
| 23 | "Narusegawa Naru, Yureru onnagokoro to Keitarō Konagona" (成瀬川なる、揺れる女心と景太郎 こなごな)    | 20/09/2000          |  |
| 24 | "Shuku! Sakura saku no wa Tōdai? Koi? Minna" (祝!サクラサクのは東大?恋? みんな)                       | 27/09/2000          |  |
| 25 | "Motoko no Sentaku, Koi ga Ken... Naku na" (素子のセンタク、恋か剣… 泣くな)                           | 05/09/2001          |  |

#### Các tập đặc biệt
| #  | Tựa | Ngày chiếu đầu tiên |  |
| -- | --- | ------------------- |  |
|    | |                     |  |
| 01 | "Rabu Hina Kurisumasu Supesharu ~ Sairento Ivu ~" (ラブひな クリスマススペシャル〜サイレント·イヴ〜)        | 25/12/2000          |  |
| 02 | "Rabu Hina Haru Supesharu ~ Kimi Sakurachiru nakare!! ~" (ラブひな 春スペシャル 〜キミサクラチルナカレ!!〜) | 01/04/2001          |  |

#### Các tập OVA
| #  | Tựa                | Ngày chiếu đầu tiên |  |
| -- | ------------------ | ------------------- |  |
|    |                    |                     |  |
| 01 | "Kanako" (可奈子)  | 26/01/2002          |  |
| 02 | "Keitarō" (景太郎) | 28/02/2002          |  |
| 03 | "Naru" (なる)      | 27/03/2002          |  |

### Light novel
Hai tiểu thuyết ngắn được viết bởi những người vẽ anime và được minh họa bởi Akamatsu Ken như một ngoại truyện của cốt truyện chính. Love Hina: Mystery Guests at Hinata Hotel (ラブひな―混浴厳禁‐ひなた旅館へようこそ!) đã được viết bởi Aikawa Shō với bút danh "Hazuki Kurō" đã được phát hành tại Nhật Bản bởi Kodansha vào ngày 17 tháng 5 năm 2001. Nó sau đó được phát hành bản song ngữ (tiếng Anh và tiếng Nhật) vào tháng 12 năm 2001. Love Hina: Secrets at Hinata Hotel (ラブひな―混浴厳禁 ひなた荘のヒミツ) được viết bởi Kawasaki Hiroyuki và được phát hành tại Nhật Bản vào ngày 15 tháng 2 năm 2002, bản song ngữ cũng được phát hành cùng tháng. Tokyopop đã đăng ký bản quyền cả hai tiểu thuyết này để phát hành phiên bản tiếng Anh tại Bắc Mỹ tiểu thuyết đầu tiên được phát hành với tên Love Hina: The Novel Volume 1 vào ngày 11 tháng 4 năm 2006, tiểu thuyết thứ hai phát hành dưới tên Love Hina: The Novel Volume 2 ngày 08 tháng 8 năm 2006.

### Artbook
Hai quyển Artbook đã được xuất bản cho các fan hâm mộ bộ truyện này. Love Hina 0 (ラブひな0) được xuất bản vào ngày 17 tháng 7 năm 2002 mô tả các chi tiết nhân vật của truyện, các bài phỏng vấn và thông tin phát hành cũng như các vật liệu khác được dùng để xuất bản 7 tập đầu tiên của Love Hina. Love Hina Mugendai (ラブひな∞) được phát hành vào ngày 17 tháng 7 năm 2002 cũng mô tả các chi tiết nhân vật, các điểm nhấn thời gian, các ảnh nghệ thuật, các bài phỏng vấn và thông tin phát hành. Có một phần dành riêng cho việc in vào các bản phác thảo và bản vẽ tay để lựa chọn các nhân vật trong truyện.
Hai quyển Artbook khác cũng được viết cho anime với tên Ani-Hina Ver.1 vào ngày 04 tháng 8 năm 2000 và Ani-Hina Ver.2 vào ngày 09 tháng 11 năm 2000. Mỗi quyển có mô tả các chi tiết nhân vật của anime, tóm tắt các tập anime, các bản phác thảo, các chi tiết cũng như các bài phỏng vấn, và thông tin của các lồng tiếng viên (seiyū), và mỗi quyển bao quát nửa loạt anime.

### Trò chơi điện tử
Có nhiều trò chơi điện tử về tác phẩm này được phát hành trên nhiều hệ máy. Với hệ máy Game Boy Color thì có Love Hina Pocket phát hành vào ngày 04 tháng 8 năm 2000 và Love Hina Party phát hành vào ngày 26 tháng 1 năm 2001. Với hệ máy Game Boy Advance thì có Love Hina Advance phát hành vào ngày 07 tháng 9 năm 2001. Với hệ máy Dreamcast thì có Love Hina: Totsuzen no Engeji Happening vào 28/09/2000 và Love Hina: Smile Again phát hành vào ngày 09 tháng 3 năm 2001. Với hệ máy PlayStation có Love Hina 1: Ai wa Kotoba no Naka ni phát hành vào ngày 28 tháng 9 năm 2000, và Love Hina 2: Kotoba wa Konayuki no Yō ni phát hành vào ngày 30 tháng 11 năm 2000. Với hệ máy PlayStation 2 có Love Hina: Gojasu Chiratto Happening phát hành vào ngày 22 tháng 5 năm 2003.

### Âm nhạc
Trước khi phát hành anime một số bài nhạc đã được sáng tác cho các phim ngắn để quảng cáo và được ghi âm bởi các thành viên nhóm làm Anime. Vài bản nhạc riêng đã được phát hành chung với các bài hát cho các phim ngắn cũng như các vở kịch, cũng được thực hiện bởi nhóm làm phim. "I Love Hina" đã được phát hành vào ngày 26 tháng 4 năm 2000 và sau đó là Love Hina 1 vào 26/06/2000, Love Hina 2 vào ngày 26 tháng 7 năm 2000 và Love Hina 3 vào ngày 23 tháng 8 năm 2000. Love Hina 1 đi chung với hộp có chứa một bài hát khác.
| I Love Hina      | I Love Hina                                                         | I Love Hina |
| STT              | Nhan đề                                                             | Thời lượng  |
| ---------------- | ------------------------------------------------------------------- | ----------- |
| 1.               | "Mainichi Ga Otenki (毎日がお天気)"                                 | 3:44        |
| 2.               | "Kisetsu Hasure No Naru (季節はずれのなる)"                         | 6:19        |
| 3.               | "Osoroi No Silver Ring (おそろいのSilver Ring)"                     | 4:12        |
| 4.               | "Kisetsu Hasure No Shinobu (季節はずれのしのぶ)"                    | 6:55        |
| 5.               | "Mainichi Ga Otenki (Karaoke) (毎日がお天気 (Karaoke))"             | 3:44        |
| 6.               | "Osoroi No Silver Ring (Karaoke) (おそろいのSilver Ring (Karaoke))" | 4:11        |
| 7.               | "Naru (なる)"                                                       | 0:33        |
| 8.               | "Shinobu (しのぶ)"                                                  | 0:22        |
| Tổng thời lượng: | Tổng thời lượng:                                                    | 30:02       |

| Love Hina 1 ~Naru・Shinobu・Mitsune Hen~ (ラブひな1～なる・しのぶ・みつね編～) | Love Hina 1 ~Naru・Shinobu・Mitsune Hen~ (ラブひな1～なる・しのぶ・みつね編～)                                 | Love Hina 1 ~Naru・Shinobu・Mitsune Hen~ (ラブひな1～なる・しのぶ・みつね編～) |
| STT                                                                            | Nhan đề | Thời lượng                                                                     |
| ------------------------------------------------------------------------------ | --- | ------------------------------------------------------------------------------ |
| 1.                                                                             | "Yakusoku (約束)"                                                                                              | 4:41                                                                           |
| 2.                                                                             | "Kitsune No Yossya, Makashitoki!! (Narusegawa Naru Hen) (キツネの「よっしゃ、まかしときっ!!」 (成瀬川なる編))" | 4:29                                                                           |
| 3.                                                                             | "Shinobu No Touban Nisshi (しのぶの当番日誌)"                                                                  | 3:23                                                                           |
| 4.                                                                             | "Kitsune No Yossya, Makashitoki!! (Maehara Shinobu Hen) (キツネの「よっしゃ、まかしときっ!!」 (前原しのぶ編))" | 3:40                                                                           |
| 5.                                                                             | "Kasa Ga Nai No Yo (傘がないのよ)"                                                                             | 3:48                                                                           |
| 6.                                                                             | "Yakusoku (Off Vocal Version) (約束 (OFF VOCAL VERSION))"                                                      | 4:42                                                                           |
| 7.                                                                             | "Shinobu No Touban Nisshi (Off Vocal Version) (しのぶの当番日誌 (OFF VOCAL VERSION))"                          | 3:24                                                                           |
| 8.                                                                             | "Kasa Ga Nai No Yo (Off Vocal Version) (傘がないのよ (OFF VOCAL VERSION))"                                     | 3:49                                                                           |
| 9.                                                                             | "Kitsune (キツネ)"                                                                                             | 0:35                                                                           |
| Tổng thời lượng:                                                               | Tổng thời lượng:                                                                                               | 32:31                                                                          |

| Love Hina 2 ~Naru・Motoko・Suu Hen~ (ラブひな２～なる・素子・スゥ編～) | Love Hina 2 ~Naru・Motoko・Suu Hen~ (ラブひな２～なる・素子・スゥ編～)     | Love Hina 2 ~Naru・Motoko・Suu Hen~ (ラブひな２～なる・素子・スゥ編～) |
| STT                                                                    | Nhan đề                                                                    | Thời lượng                                                             |
| ---------------------------------------------------------------------- | -------------------------------------------------------------------------- | ---------------------------------------------------------------------- |
| 1.                                                                     | "Happy happy*rice shower"                                                  | 3:50                                                                   |
| 2.                                                                     | "Oshougatsu Da Yo! Yakubarai (お正月だよ!厄払い)"                          | 5:07                                                                   |
| 3.                                                                     | "Shinken (真剣)"                                                           | 4:15                                                                   |
| 4.                                                                     | "Henshin Tsukihime Kaolla-chan (変身月姫カオラちゃん)"                     | 4:18                                                                   |
| 5.                                                                     | "Heart Wa Wow Wow (HEARTはWow Wow)"                                        | 4:38                                                                   |
| 6.                                                                     | "Happy happy*rice shower(OFF VOCAL VERSION)"                               | 3:50                                                                   |
| 7.                                                                     | "Shinken (OFF VOCAL VERSION) (真剣(OFF VOCAL VERSION))"                    | 4:15                                                                   |
| 8.                                                                     | "Heart Wa Wow Wow (OFF VOCAL VERSION) (HEARTはWow Wow(OFF VOCAL VERSION))" | 4:39                                                                   |
| 9.                                                                     | "Motoko To Kaolla Chu (素子とカオラ)"                                      | 0:53                                                                   |
| Tổng thời lượng:                                                       | Tổng thời lượng:                                                           | 35:45                                                                  |

| Love Hina 3 ~Naru・Mutsume・Sara Hen~ (ラブひな３～なる・むつみ・サラ編～) | Love Hina 3 ~Naru・Mutsume・Sara Hen~ (ラブひな３～なる・むつみ・サラ編～) | Love Hina 3 ~Naru・Mutsume・Sara Hen~ (ラブひな３～なる・むつみ・サラ編～) |
| STT                                                                        | Nhan đề                                                                    | Thời lượng                                                                 |
| -------------------------------------------------------------------------- | -------------------------------------------------------------------------- | -------------------------------------------------------------------------- |
| 1.                                                                         | "Ramune Iro No Natsu (ラムネ色の夏)"                                       | 4:13                                                                       |
| 2.                                                                         | "Dora Musume vs Roonin Se (土偶娘VSローニン生)"                            | 4:38                                                                       |
| 3.                                                                         | "Nante Suteki Na (なんてステキな)"                                         | 5:15                                                                       |
| 4.                                                                         | "Dora Musume vs Kame Musume (土偶娘VS亀娘)"                                | 4:43                                                                       |
| 5.                                                                         | "Dame Dame!! (ダメダメ!!)"                                                 | 3:29                                                                       |
| 6.                                                                         | "Ramune Iro No Natsu (off vocal) (ラムネ色の夏(off vocal))"                | 4:13                                                                       |
| 7.                                                                         | "Nante Suteki Na (off vocal) (なんてステキな(off vocal))"                  | 5:16                                                                       |
| 8.                                                                         | "Dame Dame!! (off vocal) (ダメダメ!!(off vocal))"                          | 3:29                                                                       |
| 9.                                                                         | "Saigo No (Kiss) (最後の(ハートマーク))"                                   | 2:45                                                                       |
| Tổng thời lượng:                                                           | Tổng thời lượng:                                                           | 38:01                                                                      |

Bài hát chủ đề mở đầu và kết thúc được viết bởi Okazaki Ritsuko và được thực hiện bởi Hayashibara Megumi. Bài hát mở đầu là bài Sakura Saku (サクラサク), bài hát kết thúc là bài Kimi Sae Ireba (君さえいれば) cả hai bài hát đều do Hayashibara Megumi trình bày, bài hát này sau đó được phát hành vào dĩa đơn đã được ghi vào bảng xếp hạng Oricon với vị trí thứ bảy, ngoài ra còn một bài hát kết thúc khác là bài Hajimari wa Koko Kara (はじまりはここから) cũng do Hayashibara Megumi trình bày dùng trong tập 24. Album chứa các bản nhạc dùng trong bộ anime là Love Hina Original Sound File (オリジナルサウンドファイル) đã được phát hành vào ngày 21 tháng 9 năm 2000 tập hợp tất cả những bản nhạc trong loạt anime cũng như nhiều bài hát của phim.
| Sakura Saku (サクラサク) | Sakura Saku (サクラサク)                                                | Sakura Saku (サクラサク) |
| STT                      | Nhan đề                                                                 | Thời lượng               |
| ------------------------ | ----------------------------------------------------------------------- | ------------------------ |
| 1.                       | "Sakura Saku (サクラサク)"                                              | 3:13                     |
| 2.                       | "Kimi Sae Ireba (君さえいれば)"                                         | 4:13                     |
| 3.                       | "Sakura Saku (OFF VOCAL VERSION) (サクラサク (OFF VOCAL VERSION))"      | 3:13                     |
| 4.                       | "Kimi Sae Ireba (OFF VOCAL VERSION) (君さえいれば (OFF VOCAL VERSION))" | 4:11                     |
| Tổng thời lượng:         | Tổng thời lượng:                                                        | 14:50                    |

| Love Hina Original Sound File (ラブひな オリジナルサウンドファイル) | Love Hina Original Sound File (ラブひな オリジナルサウンドファイル)                                                               | Love Hina Original Sound File (ラブひな オリジナルサウンドファイル) |
| STT                                                                 | Nhan đề | Thời lượng                                                          |
| ------------------------------------------------------------------- | --- | ------------------------------------------------------------------- |
| 1.                                                                  | "Hinata-sou (ひなた荘)" | 3:03                                                                |
| 2.                                                                  | "Itsumo no Nichijou (いつもの日常)"                                                                                               | 1:42                                                                |
| 3.                                                                  | "Mousou no Sekai Sono 1 - Kekkon (妄想の世界 その1-結婚)"                                                                         | 1:26                                                                |
| 4.                                                                  | "Tsuiseki ⇔ Tousou (追跡⇔逃走)"                                                                                                   | 3:32                                                                |
| 5.                                                                  | "Yukemuri-bashi (湯煙橋)" | 1:13                                                                |
| 6.                                                                  | "Hustle (ハッスル)" | 0:35                                                                |
| 7.                                                                  | "Itsumo genki de (いつも元気で)"                                                                                                  | 1:26                                                                |
| 8.                                                                  | "Mousou no Sekai Sono 2 - Sasaki Seminar (妄想の世界 その2-佐々木ゼミナール)"                                                     | 0:34                                                                |
| 9.                                                                  | "Gogo (午後)" | 2:25                                                                |
| 10.                                                                 | "Yuuyake (夕焼け)" | 1:14                                                                |
| 11.                                                                 | "Ayashii Koudou (怪しい行動)" | 1:26                                                                |
| 12.                                                                 | "Taiketsu (対決)" | 2:49                                                                |
| 13.                                                                 | "Roten-burou (露天風呂)" | 0:51                                                                |
| 14.                                                                 | "Mousou no Sekai Sono 3 - Toudai goukaku (妄想の世界 その3-東大合格)"                                                             | 0:59                                                                |
| 15.                                                                 | "Itazura (悪戯)" | 1:38                                                                |
| 16.                                                                 | "Mufufu❤ (ムフフ❤)" | 1:05                                                                |
| 17.                                                                 | "Soshite itsumo no Hinata-sou (そしていつものひなた荘)"                                                                           | 1:16                                                                |
| 18.                                                                 | "Nukumori (ぬくもり)" | 1:37                                                                |
| 19.                                                                 | "Kiro (岐路)" | 0:58                                                                |
| 20.                                                                 | "Tasogare (黄昏)" | 0:38                                                                |
| 21.                                                                 | "Kareha (枯葉)" | 1:10                                                                |
| 22.                                                                 | "Fuan (不安)" | 1:01                                                                |
| 23.                                                                 | "Kakusaku (画策)" | 1:41                                                                |
| 24.                                                                 | "Shitto (嫉妬)" | 1:07                                                                |
| 25.                                                                 | "Koi dato!? (恋だと!?)" | 1:20                                                                |
| 26.                                                                 | "Mayoi (迷い)" | 2:06                                                                |
| 27.                                                                 | "Shitsuren (失恋)" | 0:45                                                                |
| 28.                                                                 | "Seijaku (静寂)" | 2:17                                                                |
| 29.                                                                 | "Osanai hibi (幼い日々)" | 2:06                                                                |
| 30.                                                                 | "Hoshizora (星空)" | 1:11                                                                |
| 31.                                                                 | "Ketsui (決意)" | 1:15                                                                |
| 32.                                                                 | "Tama no theme (タマのテーマ)" | 1:07                                                                |
| 33.                                                                 | "Roujin-kai no theme (老人会のテーマ)"                                                                                            | 0:45                                                                |
| 34.                                                                 | "Kaolla Mecha (カメラ メカ)" | 0:50                                                                |
| 35.                                                                 | "Zenkoku Tansaku (全国探索)" | 0:49                                                                |
| 36.                                                                 | "Yuuenchi Date (遊園地デート)" | 0:56                                                                |
| 37.                                                                 | "Subtitle (サブタイトル)" | 0:09                                                                |
| 38.                                                                 | "Eyecatch (アイキャッチ)" | 0:12                                                                |
| 39.                                                                 | "Sotsugyou no Kisetsu (卒業の季節)"                                                                                               | 1:09                                                                |
| 40.                                                                 | "Ryuuguu Densetsu Game (竜宮城伝説ゲーム)"                                                                                        | 2:07                                                                |
| 41.                                                                 | "Iseki Hakkutsu Chosatai (遺跡発掘調査隊)"                                                                                        | 2:25                                                                |
| 42.                                                                 | "Taiketsu!? Gyuumaou (対決!?牛魔王)"                                                                                              | 2:07                                                                |
| 43.                                                                 | "Hamajaya de Saiyuuki (浜茶屋で西遊記)"                                                                                           | 1:51                                                                |
| 44.                                                                 | "Ranba no Theme (ランバのテーマ)"                                                                                                 | 4:55                                                                |
| 45.                                                                 | "Moe no Theme (モエのテーマ)" | 1:55                                                                |
| 46.                                                                 | "Love Hina ~ Hinata-sou theme (ラブひな～ひなた荘のテーマ)"                                                                       | 2:40                                                                |
| 47.                                                                 | "Date (デート)" | 1:50                                                                |
| 48.                                                                 | "Bikou (尾行)" | 1:13                                                                |
| 49.                                                                 | "Aishuu (哀愁)" | 2:49                                                                |
| 50.                                                                 | "Shinken (真剣)" | 1:55                                                                |
| 51.                                                                 | "Kandou (感動)" | 3:05                                                                |
| 52.                                                                 | "Hinata Onsen eki (ひなた温泉駅)"                                                                                                 | 1:57                                                                |
| 53.                                                                 | "Yoroyoro (ヨロヨロ)" | 1:49                                                                |
| 54.                                                                 | "Tsuiseki (追跡)" | 1:50                                                                |
| 55.                                                                 | "Henshin (変身)" | 1:39                                                                |
| 56.                                                                 | "Poltergeist (ポルターガイスト)"                                                                                                  | 2:01                                                                |
| 57.                                                                 | "Kanashimi (悲しみ)" | 2:19                                                                |
| 58.                                                                 | "Kimi sae Ireba -symphonic version- (君さえいれば -symphonic version-)"                                                           | 1:54                                                                |
| 59.                                                                 | "Sakura Saku -symphonic version- (サクラサク -symphonic version-)"                                                                | 1:55                                                                |
| 60.                                                                 | "Kokuhaku (告白)" | 3:11                                                                |
| 61.                                                                 | "Kaolla Su henshin no uta~Kaolla no theme - Amalla no theme~tatakai (カオラ・スゥ変身の歌～カオラのテーマ・アマラのテーマ～戦い)" | 4:53                                                                |
| 62.                                                                 | "Sakura Saku (on air size) (サクラサク <ON AIR SIZE>)"                                                                            | 1:38                                                                |
| 63.                                                                 | "Densetsu no Onsengame (伝説の温泉ガメ)"                                                                                          | 2:48                                                                |
| 64.                                                                 | "Sweet blue days" | 5:20                                                                |
| 65.                                                                 | "Ii yu dana (いい湯だな)" | 3:27                                                                |
| 66.                                                                 | "Sakura saku -musical version- (サクラサク -musical version-)"                                                                    | 3:13                                                                |
| 67.                                                                 | "Lid-kun no Daibouken (リッドくんの大冒険)"                                                                                       | 2:10                                                                |
| 68.                                                                 | "Kimi Sae Ireba (on-air size) (君さえいれば <ON AIR SIZE>)"                                                                       | 1:07                                                                |
| 69.                                                                 | "Smile Smile (スマイル スマイル)"                                                                                                 | 4:09                                                                |
| Tổng thời lượng:                                                    | Tổng thời lượng: | 2:08:35                                                             |

Hai album chứa các bản nhạc dùng trong hai tập đặc biệt là ~Silent Eve~ Love Hina Winter Special đã phát hành vào ngày 24 tháng 1 năm 2001 và tiếp theo sau là, ~Kimi Sakura Chiruna Kare! !~ Love Hina Spring Special vào ngày 06 tháng 6 năm 2001.
| ~Silent Eve~ Love Hina Winter Special (～サイレント・イヴ～ラブひな WINTER SPECIAL) | ~Silent Eve~ Love Hina Winter Special (～サイレント・イヴ～ラブひな WINTER SPECIAL) | ~Silent Eve~ Love Hina Winter Special (～サイレント・イヴ～ラブひな WINTER SPECIAL) |
| STT                                                                                 | Nhan đề                                                                             | Thời lượng                                                                          |
| ----------------------------------------------------------------------------------- | ----------------------------------------------------------------------------------- | ----------------------------------------------------------------------------------- |
| 1.                                                                                  | "Hajimari wa Koko Kara (はじまりはここから)"                                        | 3:19                                                                                |
| 2.                                                                                  | "Drama I Hon'yomi (ドラマⅠ 本読み)"                                                 | 5:06                                                                                |
| 3.                                                                                  | "Drama II Satsunyuu (ドラマⅡ 撮入)"                                                 | 5:26                                                                                |
| 4.                                                                                  | "Drama III Uchiage (ドラマⅢ 打ち上げ)"                                              | 6:14                                                                                |
| 5.                                                                                  | "Shukufuku (祝福)"                                                                  | 3:32                                                                                |
| 6.                                                                                  | "Baribari Otenba (バリバリ おてんば)"                                               | 3:20                                                                                |
| 7.                                                                                  | "Matenrou (摩天楼)"                                                                 | 2:07                                                                                |
| 8.                                                                                  | "X'mas Present (X'masプレゼント)"                                                   | 1:56                                                                                |
| 9.                                                                                  | "Machi (街)"                                                                        | 1:54                                                                                |
| 10.                                                                                 | "Love Hotel (ラブホテル)"                                                           | 1:17                                                                                |
| 11.                                                                                 | "Kodoku (孤独)"                                                                     | 2:05                                                                                |
| 12.                                                                                 | "Koi no Tenshi Maiorite ~INST VER~ (恋の天使 舞い降りて ～INST VER～)"              | 2:30                                                                                |
| 13.                                                                                 | "WINTER WISH ～INST VER～"                                                          | 2:17                                                                                |
| 14.                                                                                 | "WINTER WISH"                                                                       | 5:14                                                                                |
| Tổng thời lượng:                                                                    | Tổng thời lượng:                                                                    | 46:17                                                                               |

| ~Kimi Sakura Chiruna Kare! !~ Love Hina Spring Special (～キミ サクラチルナカレ！！～ ラブひなSPRING SPECIAL) | ~Kimi Sakura Chiruna Kare! !~ Love Hina Spring Special (～キミ サクラチルナカレ！！～ ラブひなSPRING SPECIAL) | ~Kimi Sakura Chiruna Kare! !~ Love Hina Spring Special (～キミ サクラチルナカレ！！～ ラブひなSPRING SPECIAL) |
| STT | Nhan đề | Thời lượng |
| --- | --- | --- |
| 1. | "Watashi No Uta ~Shinobu & Nyamo Ver.~ (わたしのうた～しのぶ&ニャモ Ver.～)"                                  | 2:16 |
| 2. | "Kokuhaku (告白)"                                                                                             | 2:01 |
| 3. | "Negaeri (寝返り)"                                                                                            | 0:24 |
| 4. | "Nankai No Kotou (南海の孤島)"                                                                                | 1:49 |
| 5. | "Gensoo (幻想)"                                                                                               | 2:03 |
| 6. | "Toudai Goukaku (東大合格)"                                                                                   | 1:51 |
| 7. | "Shinobu No Touban Nisshi ~Inst.Ver.~ (しのぶの当番日誌～Inst.Ver.～)"                                        | 1:05 |
| 8. | "Sekiryou (寂寥)"                                                                                             | 1:49 |
| 9. | "Sabaku ~ Jungle Mizuabi (砂漠～ジャングル水浴び)"                                                            | 3:00 |
| 10. | "Kaisou (回想)"                                                                                               | 1:46 |
| 11. | "Doukutsu (洞窟)"                                                                                             | 2:09 |
| 12. | "Dai Pinch (大ピンチ)"                                                                                        | 1:49 |
| 13. | "Nyamo-chan No Uta ~LA LA LA Ver.~ (ニャモちゃんのうた～LA LA LA Ver.～)"                                     | 3:06 |
| 14. | "Hajimari Wa Koko Kara <On Air Size> (はじまりはここから<ON AIR SIZE>)"                                       | 1:19 |
| 15. | "Shukufuku <On Air Size> (祝福<ON AIR SIZE>)"                                                                 | 1:39 |
| 16. | "Nyamo-chan No Uta ~Love & Peace Ver.~ (ニャモちゃんのうた～Love & Peace Ver.～)"                             | 3:04 |
| Tổng thời lượng:                                                                                              | Tổng thời lượng:                                                                                              | 31:10 |

Các tập OVA có hai bài hát chủ đề, một mở đầu và một kết thúc. Bài hát mở đầu có tên Kirari☆Takaramono (キラリ☆宝物) do Horie Yui trình bày, bài hát kết thúc có tên Be For You, Be For Me do các nhân vật trong các tập OVA trình bày. Album chứa các bản nhạc dùng trong các tập OVA có tên Love Hina Again Soundtrack đã phát hành vào ngày 02 tháng 4 năm 2002.
| Kirari☆Takaramono (キラリ☆宝物) | Kirari☆Takaramono (キラリ☆宝物)                           | Kirari☆Takaramono (キラリ☆宝物) |
| STT                             | Nhan đề                                                   | Thời lượng                      |
| ------------------------------- | --------------------------------------------------------- | ------------------------------- |
| 1.                              | "Kirari☆Takaramono (キラリ☆宝物)"                         | 3:49                            |
| 2.                              | "be for you, be for me"                                   | 4:38                            |
| 3.                              | "Kirari☆Takaramono (off vocal) (キラリ☆宝物 (off vocal))" | 3:49                            |
| 4.                              | "be for you, be for me (off vocal)"                       | 4:37                            |
| Tổng thời lượng:                | Tổng thời lượng:                                          | 16:53                           |

| Original Soundtrack & Drama ~Love Hina Again~ (オリジナルサンドラ～ラブひなAgain～) | Original Soundtrack & Drama ~Love Hina Again~ (オリジナルサンドラ～ラブひなAgain～)                                 | Original Soundtrack & Drama ~Love Hina Again~ (オリジナルサンドラ～ラブひなAgain～) |
| STT                                                                                 | Nhan đề | Thời lượng                                                                          |
| ----------------------------------------------------------------------------------- | --- | ----------------------------------------------------------------------------------- |
| 1.                                                                                  | "Kirari☆Takaramono <Short Size> (キラリ☆宝物 <Short Size>)"                                                         | 1:34                                                                                |
| 2.                                                                                  | "Epilogue kara no Hajimari (エピローグからのはじまり)"                                                              | 1:03                                                                                |
| 3.                                                                                  | "Naru no Nayami (なるの悩み)"                                                                                       | 4:31                                                                                |
| 4.                                                                                  | "Motoko no Sakki (素子の殺気)"                                                                                      | 1:25                                                                                |
| 5.                                                                                  | "Monmon... (悶々...)"                                                                                               | 3:55                                                                                |
| 6.                                                                                  | "Owakare Party (お別れパーティ)"                                                                                    | 3:51                                                                                |
| 7.                                                                                  | "Okitegami (置手紙)"                                                                                                | 3:59                                                                                |
| 8.                                                                                  | "Onigoroshi Kai (鬼殺し改)"                                                                                         | 1:41                                                                                |
| 9.                                                                                  | "Saisho no Yakusoku (最初の約束)"                                                                                   | 2:50                                                                                |
| 10.                                                                                 | "Soshite (そして)"                                                                                                  | 1:19                                                                                |
| 11.                                                                                 | "Saigo no Yakusoku (最後の約束)"                                                                                    | 1:38                                                                                |
| 12.                                                                                 | "Saigo no Aisatsu (最後の挨拶)"                                                                                     | 3:05                                                                                |
| 13.                                                                                 | "be for you, be for me <Short Size>"                                                                                | 1:05                                                                                |
| 14.                                                                                 | "Toudai Nyuugaku (東大入学)"                                                                                        | 1:04                                                                                |
| 15.                                                                                 | "Totsuzen no Wakare... (突然の別れ...)"                                                                             | 1:30                                                                                |
| 16.                                                                                 | "Koigokoro (恋心)"                                                                                                  | 0:55                                                                                |
| 17.                                                                                 | "Tomadoi (とまどい)"                                                                                                | 0:39                                                                                |
| 18.                                                                                 | "Sakusen Jikkou (作戦実行)"                                                                                         | 0:36                                                                                |
| 19.                                                                                 | "Henshin!? (変身!?)"                                                                                                | 0:21                                                                                |
| 20.                                                                                 | "be for you, be for me"                                                                                             | 4:37                                                                                |
| 21.                                                                                 | "Asa no Hizashi (朝の陽射し)"                                                                                       | 0:37                                                                                |
| 22.                                                                                 | "Bekkan e (別館へ)"                                                                                                 | 1:24                                                                                |
| 23.                                                                                 | "Makai (魔界)" | 0:40                                                                                |
| 24.                                                                                 | "Kokuhaku... (告白...)"                                                                                             | 0:54                                                                                |
| 25.                                                                                 | "be for you, be for me ~Kanako Ver.~ (be for you, be for me ～可奈子Ver.～)"                                        | 4:47                                                                                |
| 26.                                                                                 | "Keitaro no Yume ~ Naru no Yume (景太郎の夢～なるの夢)"                                                             | 1:54                                                                                |
| 27.                                                                                 | "Ketsui (決意)" | 1:49                                                                                |
| 28.                                                                                 | "Shizumu Yuuhi (沈む夕日)"                                                                                          | 1:58                                                                                |
| 29.                                                                                 | "Bekkan Houkai (別館崩壊)"                                                                                          | 1:02                                                                                |
| 30.                                                                                 | "Daidan'en (大団円)"                                                                                                | 0:44                                                                                |
| 31.                                                                                 | "be for you, be for me ~Keitaro & Naru Ver.~ (be for you, be for me ～景太郎&なるVer.～)"                           | 4:07                                                                                |
| 32.                                                                                 | "be for you, be for me <Short Size> ~Kanako Ver.~ (be for you, be for me <Short Size> ～可奈子Ver.～)"              | 1:03                                                                                |
| 33.                                                                                 | "be for you, be for me <Short Size> ~Keitaro & Naru Ver.~ (be for you, be for me <Short Size> ～景太朗&なるVer.～)" | 1:04                                                                                |
| Tổng thời lượng:                                                                    | Tổng thời lượng: | 1:03:41                                                                             |

Hai bộ sưu tập các bài hát của các nữ nhân vật cũng được phát hành với tên "Love Hina - Hinata Girls Song Best" (ひなたガールズベストソングベスト) vào ngày 16 tháng 3 năm 2001 và "Love Hina - Hinata Girls Song Best 2" (ひなたガールズベストソングベスト 2) vào ngày 03 tháng 10 năm 2001. Rất nhiều bài hát trong hai album này được sáng tác bởi Okazaki Ritsuko, người đã tự phát hành album "Love Hina Okazaki Collection" vào ngày 16 tháng 12 năm 2001. Một đĩa đơn có tên Friendship đã được phát hành như một lời tạm biệt của nhóm lồng tiếng Hinata Girls cho bộ anime vào ngày 24 tháng 3 năm 2001. Một album chứa các bài hát do nhân vật Aoyama Motoko trình bày đã phát hành vào ngày 22 tháng 1 năm 2003. Một album gồm 5 đĩa tập hợp tất cả các bài hát của các nhân của tất cả các album và đĩa đơn đã phát hành vào ngày 21 tháng 12 năm 2005.
| Hinata Girls Song Best ~Love Hina~ (ひなたガールズソングベスト~ラブひな~) | Hinata Girls Song Best ~Love Hina~ (ひなたガールズソングベスト~ラブひな~) | Hinata Girls Song Best ~Love Hina~ (ひなたガールズソングベスト~ラブひな~) |
| STT                                                                       | Nhan đề                                                                   | Thời lượng                                                                |
| ------------------------------------------------------------------------- | ------------------------------------------------------------------------- | ------------------------------------------------------------------------- |
| 1.                                                                        | "Haru da Mono! (春だもの!)"                                               | 3:39                                                                      |
| 2.                                                                        | "Sakura Saku (サクラサク)"                                                | 3:13                                                                      |
| 3.                                                                        | "Smile Smile ~VERSION2001~ (スマイル スマイル～VERSION2001～)"            | 4:08                                                                      |
| 4.                                                                        | "Mainichi ga Otenki (毎日がお天気)"                                       | 3:44                                                                      |
| 5.                                                                        | "Shinobu no Touban Nisshi (しのぶの当番日誌)"                             | 3:25                                                                      |
| 6.                                                                        | "Tsuki no Gotoku (月の如く)"                                              | 4:03                                                                      |
| 7.                                                                        | "HEART wa Wow Wow (HEARTはWow Wow)"                                       | 4:42                                                                      |
| 8.                                                                        | "Kasa ga nai Noyo (傘がないのよ)"                                         | 3:51                                                                      |
| 9.                                                                        | "Nante Suteki na (なんてステキな)"                                        | 5:18                                                                      |
| 10.                                                                       | "Dame Dame!! (ダメダメ!!)"                                                | 3:32                                                                      |
| 11.                                                                       | "Sweet blue days～GREENHORN VERSION～"                                    | 5:23                                                                      |
| 12.                                                                       | "Kimi sae Ireba (君さえいれば)"                                           | 4:12                                                                      |
| 13.                                                                       | "Mirai e no Okurimono (未来への贈り物)"                                   | 5:10                                                                      |
| 14.                                                                       | "Hajimari wa Koko kara (はじまりはここから)"                              | 3:25                                                                      |
| Tổng thời lượng:                                                          | Tổng thời lượng:                                                          | 57:45                                                                     |

| Hinata Girls Song Best 2 ~Love Hina~ (ひなたガールズソングベスト2～ラブひな～) | Hinata Girls Song Best 2 ~Love Hina~ (ひなたガールズソングベスト2～ラブひな～) | Hinata Girls Song Best 2 ~Love Hina~ (ひなたガールズソングベスト2～ラブひな～) |
| STT                                                                            | Nhan đề                                                                        | Thời lượng                                                                     |
| ------------------------------------------------------------------------------ | ------------------------------------------------------------------------------ | ------------------------------------------------------------------------------ |
| 1.                                                                             | "Itsumademo♡Dokomademo (イツマデモ♡ドコマデモ)"                                | 4:08                                                                           |
| 2.                                                                             | "Sakurasaku -musical version- (サクラサク-musical version-)"                   | 3:13                                                                           |
| 3.                                                                             | "Yakusoku (約束)"                                                              | 4:43                                                                           |
| 4.                                                                             | "Smile for you"                                                                | 5:46                                                                           |
| 5.                                                                             | "Baribari♥Otenba (バリバリ♥おてんば)"                                          | 3:19                                                                           |
| 6.                                                                             | "Shinken (真剣)"                                                               | 4:17                                                                           |
| 7.                                                                             | "La・Moon na Kibun de (ラ・ムーンな気分で)"                                    | 3:54                                                                           |
| 8.                                                                             | "Heat up up Girl"                                                              | 4:24                                                                           |
| 9.                                                                             | "Kokoro wa Hachamecha Carnival (心はハチャメチャカーニバル)"                   | 3:46                                                                           |
| 10.                                                                            | "LOVE LABYRINTH"                                                               | 4:12                                                                           |
| 11.                                                                            | "Shukufuku (祝福)"                                                             | 3:32                                                                           |
| 12.                                                                            | "Egao no Mirai e (笑顔の未来へ)"                                               | 4:53                                                                           |
| 13.                                                                            | "Friendship"                                                                   | 5:33                                                                           |
| Tổng thời lượng:                                                               | Tổng thời lượng:                                                               | 55:40                                                                          |

| Love Hina OKAZAKI COLLECTION (ラブひな OKAZAKI COLLECTION) | Love Hina OKAZAKI COLLECTION (ラブひな OKAZAKI COLLECTION) | Love Hina OKAZAKI COLLECTION (ラブひな OKAZAKI COLLECTION) |
| STT                                                        | Nhan đề                                                    | Thời lượng                                                 |
| ---------------------------------------------------------- | ---------------------------------------------------------- | ---------------------------------------------------------- |
| 1.                                                         | "Haru da Mono! (春だもの!)"                                | 3:38                                                       |
| 2.                                                         | "Hajimari wa Koko kara (はじまりはここから)"               | 3:26                                                       |
| 3.                                                         | "Friendship"                                               | 5:31                                                       |
| 4.                                                         | "Koyoi no Tsuki ni Sasowarete (今宵の月に誘われて)"        | 4:31                                                       |
| 5.                                                         | "Sakura Saku (サクラサク)"                                 | 3:13                                                       |
| 6.                                                         | "Kimi Sae Ireba (君さえいれば)"                            | 4:40                                                       |
| 7.                                                         | "Nante Suteki na (なんてステキな)"                         | 5:15                                                       |
| 8.                                                         | "Shukufuku (祝福)"                                         | 3:30                                                       |
| 9.                                                         | "Itsumademo ♥ Dokomademo (イツマデモ ♥ ドコマデモ)"        | 3:45                                                       |
| 10.                                                        | "Merry Christmas to you"                                   | 4:19                                                       |
| Tổng thời lượng:                                           | Tổng thời lượng:                                           | 41:48                                                      |

| ~Memorial Maxi Single~ Friendship (～メモリアルマキシシングル～ Friendship) | ~Memorial Maxi Single~ Friendship (～メモリアルマキシシングル～ Friendship) | ~Memorial Maxi Single~ Friendship (～メモリアルマキシシングル～ Friendship) |
| STT                                                                         | Nhan đề                                                                     | Thời lượng                                                                  |
| --------------------------------------------------------------------------- | --------------------------------------------------------------------------- | --------------------------------------------------------------------------- |
| 1.                                                                          | "Friendship"                                                                | 5:34                                                                        |
| 2.                                                                          | "Haru da Mono! -Narusegawa Naru ver.- (春だもの！－成瀬川なるVer.－)"       | 3:40                                                                        |
| 3.                                                                          | "Haru da Mono! -Maehara Shinobu ver.- (春だもの！－前原しのぶVer.－)"       | 3:38                                                                        |
| 4.                                                                          | "Haru da Mono! -Otohime Mutsumi ver.- (春だもの！－乙姫むつみVer.－)"       | 3:38                                                                        |
| Tổng thời lượng:                                                            | Tổng thời lượng:                                                            | 16:30                                                                       |

| Motoko Aoyama Mini Album Shunkashuto Renryouran (青山素子 ミニアルバム 春夏秋冬恋繚乱) | Motoko Aoyama Mini Album Shunkashuto Renryouran (青山素子 ミニアルバム 春夏秋冬恋繚乱) | Motoko Aoyama Mini Album Shunkashuto Renryouran (青山素子 ミニアルバム 春夏秋冬恋繚乱) |
| STT                                                                                    | Nhan đề                                                                                | Thời lượng                                                                             |
| -------------------------------------------------------------------------------------- | -------------------------------------------------------------------------------------- | -------------------------------------------------------------------------------------- |
| 1.                                                                                     | "Sakura no Kimochi (サクラのキモチ)"                                                   | 4:38                                                                                   |
| 2.                                                                                     | "Dahlia no Chikara (ダリアのチカラ)"                                                   | 4:16                                                                                   |
| 3.                                                                                     | "Licorice no Eien (リコリスのエイエン)"                                                | 4:37                                                                                   |
| 4.                                                                                     | "Snowdrop no Kiseki (スノードロップのキセキ)"                                          | 5:30                                                                                   |
| 5.                                                                                     | "Tsuki no Gotoku (Vocal new recording) (月の如く ボーカルニューレコーディング)"        | 4:08                                                                                   |
| 6.                                                                                     | "Shinken (Vocal new recording) (真剣 ボーカルニューレコーディング)"                    | 4:16                                                                                   |
| Tổng thời lượng:                                                                       | Tổng thời lượng:                                                                       | 27:28                                                                                  |

| VOCAL・COMPLETE・BOX "Watashi Tachi no Uta♥" (ヴォーカル・コンプリート・ボックス 「届け、私たちの歌♥」) | VOCAL・COMPLETE・BOX "Watashi Tachi no Uta♥" (ヴォーカル・コンプリート・ボックス 「届け、私たちの歌♥」) | VOCAL・COMPLETE・BOX "Watashi Tachi no Uta♥" (ヴォーカル・コンプリート・ボックス 「届け、私たちの歌♥」) |
| STT | Nhan đề                                                                                                 | Thời lượng                                                                                              |
| --- | --- | --- |
| 1. | "La・Moon na Kibun de (ラ・ムーンな気分で)"                                                             | 3:52 |
| 2. | "Smile for you"                                                                                         | 5:45 |
| 3. | "Tsuki no Gotoku (月の如く)"                                                                            | 4:03 |
| 4. | "Heat Up Up Girl"                                                                                       | 4:23 |
| 5. | "Egao no Mirai e (笑顔の未来へ)"                                                                        | 4:51 |
| 6. | "Mainichi ga Otenki (毎日がお天気)"                                                                     | 3:43 |
| 7. | "Osoroi no Silver Ring (おそろいのSilver Ring)"                                                         | 4:10 |
| 8. | "Yakusoku (約束)"                                                                                       | 4:41 |
| 9. | "Shinobu no Touban Nisshi (しのぶの当番日誌)"                                                           | 3:24 |
| 10. | "Kasa ga Nai Noyo (傘がないのよ)"                                                                       | 3:50 |
| 11. | "Happy happy * rice shower"                                                                             | 3:51 |
| 12. | "Shinken (真剣)"                                                                                        | 4:16 |
| 13. | "HEART wa Wow Wow (HEARTはWow Wow)"                                                                     | 4:41 |
| 14. | "RAMUNE Iro no Natsu (ラムネ色の夏)"                                                                    | 4:14 |
| 15. | "Nante Suteki na (なんてステキな)"                                                                      | 5:16 |
| 16. | "Dame Dame!! (ダメダメ！！)"                                                                            | 3:31 |
| 17. | "Sakura Saku (サクラサク)"                                                                              | 3:11 |
| 18. | "Kimi sae Ireba (君さえいれば)"                                                                         | 4:12 |
| 19. | "Densetsu no Onsengame (伝説の温泉ガメ)"                                                                | 2:47 |
| 20. | "Sweet blue days"                                                                                       | 5:19 |
| 21. | "Ii Yu dana (いい湯だな)"                                                                               | 3:27 |
| 22. | "Sakura Saku –musical version- (サクラサク-musical version-)"                                           | 3:12 |
| 23. | "Lid-kun no Daibouken (リッドくんの大冒険)"                                                             | 2:09 |
| 24. | "Smile Smile (スマイル スマイル)"                                                                       | 4:09 |
| 25. | "Hajimari wa Koko kara (はじまりはここから)"                                                            | 3:18 |
| 26. | "Shukufuku (祝福)"                                                                                      | 3:31 |
| 27. | "Baribari ♥ Otenba (バリバリ♥おてんば)"                                                                 | 3:17 |
| 28. | "WINTER WISH"                                                                                           | 5:13 |
| 29. | "Koi no Tenshi Maiorite (恋の天使 舞い降りて)"                                                          | 4:48 |
| 30. | "Watashi no Uta ~Shinobu & Nyamo Ver.~ (わたしのうた～しのぶ＆ニャモ Ver.～)"                           | 2:15 |
| 31. | "Nyamo no Uta ~LA LA LA Ver.~ (ニャモちゃんのうた～LA LA LA Ver.～)"                                    | 3:05 |
| 32. | "Nyamo no Uta ~Love & Peace Ver.~ (ニャモちゃんのうた～Love & Peace Ver.～)"                            | 3:04 |
| 33. | "Kirari☆Takaramono (キラリ☆宝物)"                                                                       | 3:47 |
| 34. | "be for you，be for me （Vo.堀江由衣）"                                                                 | 4:36 |
| 35. | "be for you, be for me ~Kanako Ver.~ (be for you，be for me～可奈子Ver.～)"                             | 4:45 |
| 36. | "be for you, be for me ~Keitaro & Naru Ver.~ (be for you，be for me～景太郎＆なるVer.～)"               | 4:06 |
| 37. | "Sakura no Kimochi (サクラのキモチ)"                                                                    | 4:37 |
| 38. | "Dahlia no Chikara (ダリアのチカラ)"                                                                    | 4:19 |
| 39. | "Licorice no Eien (リコリスのエイエン)"                                                                 | 4:37 |
| 40. | "Snowdrop no Kiseki (スノードロップのキセキ)"                                                           | 5:29 |
| 41. | "Tsuki no Gotoku <VOCAL NEW RECORDING> (月の如く ＜VOCAL NEW RECORDING＞)"                              | 4:06 |
| 42. | "Shinken <VOCAL NEW RECORDING> (真剣 ＜VOCAL NEW RECORDING＞)"                                          | 4:16 |
| 43. | "Haru da mono! (春だもの！)"                                                                            | 3:38 |
| 44. | "Smile Smile ~VERSION 2001~ (スマイルスマイル～VERSION2001～)"                                          | 4:07 |
| 45. | "Sweet blue days ~GREENHORN VERSION~"                                                                   | 5:22 |
| 46. | "Mirai e no Okurimono (未来への贈り物)"                                                                 | 5:08 |
| 47. | "Hajimari wa Koko kara (はじまりはここから)"                                                            | 3:25 |
| 48. | "Haru da mono! -Naru Narusegawa Ver.- (春だもの！－成瀬川なるVer.－)"                                   | 3:40 |
| 49. | "Haru da mono! -Shinobu Maehara Ver.- (春だもの！－前原しのぶVer.－)"                                   | 3:38 |
| 50. | "Haru da mono! -Mutsumi Otohime Ver.- (春だもの！－乙姫むつみVer.－)"                                   | 3:38 |
| 51. | "Itsumademo ♥ Dokomademo (イツマデモ♥ドコマデモ)"                                                       | 4:08 |
| 52. | "Kokoro wa Hachamecha Carnival (心はハチャメチャカーニバル)"                                            | 3:45 |
| 53. | "LOVE LABYRINTH"                                                                                        | 4:11 |
| 54. | "Friendship"                                                                                            | 5:32 |
| 55. | "Egao no Mirai e -2005- (笑顔の未来へ－2005－)"                                                         | 4:50 |
| 56. | "Mainichi ga Otenki -2005- (毎日がお天気－2005－)"                                                      | 3:44 |
| 57. | "Happy happy * rice shower -2005-"                                                                      | 3:52 |
| 58. | "RAMUNE Iro no Natsu -2005- (ラムネ色の夏－2005－)"                                                     | 4:15 |
| 59. | "Koi no Chikara wa Fushigi na Mahou (恋のチカラは不思議な魔法)"                                         | 3:58 |
| Tổng thời lượng:                                                                                        | Tổng thời lượng:                                                                                        | 4:00:57                                                                                                 |

Hai buổi hòa nhạc mang tên "Love Live Hina" đã được thực hiện với sự tham gia của cả nhóm lồng tiếng anime tại Nhật Bản. Chương trình tại Tokyo Bay đã phát hành thành DVD và đính kèm vào bộ hộp DVD Love Hina Final Selection, còn chương trình tại Osaka Performance thì phát hành DVD riêng.

## Các giải thưởng
Love Hina đã thắng giải dành cho truyện tranh của Kodansha cho dòng truyện tranh dành cho shōnen hay nhất năm 2001. Nó cũng chọn là "Truyện Manga xuất bản hay nhất của Hoa Kỳ" trong hai năm 2002 và 2004 được bình chọn bởi Anime Expo. Năm 2003 nó đã vào top 10 truyện tranh trên danh sách của Nielsen BookScan và cũng là truyện đầu tiên xuất hiện trên danh sách các truyện tranh có giá rẻ để phù hợp với túi tiền của mọi người. Trang web cộng đồng ICv2 đã bầu chọn Love Hina là "Anime hay nhất trong năm" vào năm 2002.
Loạt truyện được đón nhận bởi nhiều nhà phê bình. Theo Tony Chen ông đã nhận xét trên Anime News Network là truyện này rất vui nhộn cho dù nó không phù hợp lắm với những người dưới 16 tuổi do co khá nhiều chuyện hài trong trường hợp khá gợi cảm. Ông ta đã khen nét vẽ của truyện và thiết kế của nhân vật nữ rất "gợi cảm và dễ thương" cũng như thiết kế của Keitaro rất phù hợp với tính hậu đậu cũng như luôn gặp xui xẻo của mình. Chen cũng thấy là Naru luôn bắt gặp Keitaro khi anh chàng mắc sai lầm và luôn gọi anh là kẻ có đầu óc đen tối và gây bực mình. Eric Luce trên Ex.org đã ghi là truyện đã phát triển các tính cách của nhân vật lên thông qua một câu chuyện lãng mạn hài hước và đã nhận xét truyện là "sẽ chẳng là gì nếu không có một trí tưởng tượng phong phú".
Bamboo Dong của Anime News Network đã nhận xét về bộ anime là rất hấp dẫn cùng với các hòa trộn "cảm xúc, lãng mạn, và vô cùng vui nhộn được kết hợp một cách nhẹ nhàng". Cô ta cũng thấy rằng phần âm nhạc "cực kỳ dễ thương" đã góp một phần không nhỏ vào việc tăng hiệu ứng của hình ảnh gây ấn tượng cho khán giả. Tại The Anime Encyclopedia: A Guide to Japanese Animation Since 1917 Jonathan Clements và Helen McCarthy đã nhận định rằng các nhân vật nữ là "Hình mẫu tiêu chuẩn cho phong cách anime" và rằng toàn bộ dòng Love Hina là "Đỉnh cao trong cả thập kỷ phát triển của anime". Kenneth Lee đã khen trong nhận xét ghi tại Ex.org về phong cách và chất lượng của bộ anime là rất sáng sủa vì sử dụng công nghệ kỹ thuật số so với công nghệ vẽ trên giấy như các anime truyền thống. Lee cũng đã so sánh các yếu tố với các bộ anime khác như Maison Ikkoku và Kimagure Orange Road và tóm tắt nhận định của mình về Love Hina là "Đơn giản là rất tuyệt vời". Chris Beveridge đã nhận xét tại AnimeOnDVD.com về bộ DVD đầu tiên của Love Hina là "Những thứ tốt đẹp được đặc cùng nhau" tuy nhiên cũng thấy là những gì ghi trong truyện không được hoàn toàn chuyển qua anime một cách tỷ mỉ. Anh ta đã khen tập đặc biệt Christmas là đã nhận xét rằng "Hoàn toàn không có các vết khía như khi phát sóng trên truyền hình" nhưng lại thấy tập đặc biệt Spring cho dù có nhiều tình tiết hài hước nhưng lại có chi tiết vẽ khá xấu do việc thực hiện khá vội vàng.
Bộ OVA Love Hina Again cũng nhận được nhiều đánh giá khác nhau, với Zac Berthschy tại Anime News Network thì cảm thấy rằng nó đã bị thụt lùi một tí so với bộ anime chính và không bao giờ đạt đến cấp độ tán dương mà khán giả từng dành cho bộ anime chính. Nhân vật em gái của Keitaro là Kanako là nhân vật bị chỉ trích nhiều nhất vì là "Nhận vật gây bực mình nhất từng được xuất hiện cho dù cô xứng đôi với Keitaro hơn Naru". Beveridge thì khen các tình tiết vui nhộn và hài hước như một bộ dành riêng cho các fan, nhưng vẫn nhấn mạnh việc tận hưởng có thể bị ảnh hưởng vì họ vẫn quan tâm đến nhân vật chính sau khi kết thúc bộ OVA này.